# Marte (astronomia)
Marte è il quarto pianeta del sistema solare in ordine di distanza dal Sole; è visibile a occhio nudo ed è uno dei pianeti di tipo terrestre (roccioso) come  Mercurio, Venere e la Terra (1,52 unità astronomiche [227 000 000 km] di distanza dal Sole). Chiamato pianeta rosso per via del suo colore caratteristico causato dalla grande quantità di ossido di ferro che lo ricopre, Marte prende il nome dall'omonima divinità della mitologia romana e il suo simbolo astronomico è la rappresentazione stilizzata dello scudo e della lancia del dio (; Unicode: ♂).
Pur presentando temperature medie superficiali piuttosto basse (tra −120 e −14 °C) e un'atmosfera molto rarefatta, è il pianeta più simile alla Terra tra quelli del sistema solare. Le sue dimensioni sono intermedie tra quelle del nostro pianeta e quelle della Luna, e l'inclinazione del suo asse di rotazione e la durata del giorno sono molto simili a quelle terrestri. La sua superficie presenta formazioni vulcaniche, valli, calotte polari e deserti sabbiosi, e formazioni geologiche che vi suggeriscono la presenza di un'idrosfera in un lontano passato. La superficie del pianeta appare fortemente craterizzata, a causa della quasi totale assenza di agenti erosivi (principalmente, l'attività geologica, atmosferica e idrosferica) e dalla totale assenza di attività tettonica delle placche capace di formare e poi modellare le strutture tettoniche. La bassissima densità dell'atmosfera non è poi in grado di consumare buona parte delle meteore, che pertanto raggiungono il suolo con maggior frequenza che non sulla Terra. Tra le formazioni geologiche più notevoli di Marte si segnalano: l'Olympus Mons, o monte Olimpo, il vulcano più grande del sistema solare (alto 27 km); le Valles Marineris, un lungo canyon notevolmente più esteso di quelli terrestri; e un enorme cratere sull'emisfero boreale, ampio circa il 40% dell'intera superficie marziana.
All'osservazione diretta, Marte presenta variazioni di colore, imputate storicamente alla presenza di vegetazione stagionale, che si modificano al variare dei periodi dell'anno; ma successive osservazioni spettroscopiche dell'atmosfera hanno da tempo fatto abbandonare l'ipotesi che vi potessero essere mari, canali e fiumi oppure un'atmosfera sufficientemente densa. La smentita finale arrivò dalla missione Mariner 4, che nel 1965 mostrò un pianeta desertico e arido, animato da tempeste di sabbia periodiche e particolarmente violente. Le missioni più recenti hanno evidenziato la presenza di acqua ghiacciata.
Intorno al pianeta orbitano due satelliti naturali, Fobos e Deimos, di piccole dimensioni e dalla forma irregolare.

## Osservazione
A occhio nudo Marte solitamente appare di un marcato colore giallo, arancione o rossastro e per luminosità è il più variabile nel corso della sua orbita tra tutti i pianeti esterni: la sua magnitudine apparente infatti passa da un minimo +1,8 fino a un massimo di −2,91 all'opposizione perielica (anche chiamata grande opposizione). A causa dell'eccentricità orbitale la sua distanza relativa varia a ogni opposizione determinando piccole e grandi opposizioni, con un diametro apparente da 13,5 a 25,1 secondi d'arco. Il 27 agosto 2003 alle 9:51:13 UT Marte si è trovato vicino alla Terra come mai in quasi 60000 anni: 55 758 006 km (0,37271925 au). Ciò è stato possibile perché Marte si trovava a un giorno dall'opposizione e circa a tre giorni dal suo perielio, cosa che lo rese particolarmente visibile dalla Terra. Tuttavia questo avvicinamento è solo di poco inferiore ad altri. Ad esempio il 22 agosto 1924 la distanza minima fu di 0,372846 unità astronomiche (55 777 000 km) e si prevede che il 24 agosto 2208 sarà di 0,37279 unità astronomiche (55 769 000 km). Il massimo avvicinamento di questo millennio avverrà invece l'8 settembre 2729, quando Marte si troverà a 0,372004 unità astronomiche (55 651 000 km) dalla Terra.
Con l'osservazione al telescopio sono visibili alcuni dettagli caratteristici della superficie, che permisero agli astronomi dal sedicesimo al ventesimo secolo di speculare sull'esistenza di una civiltà organizzata sul pianeta. Basta un piccolo obiettivo da 70–80 mm per risolvere macchie chiare e scure sulla superficie e le calotte polari; già con un 100 millimetri si può riconoscere il Syrtis Major Planum. L'aiuto di filtri colorati permette inoltre di delineare meglio i bordi tra regioni di diversa natura geologica. Con un obiettivo da 250 mm e condizioni di visibilità ottimali sono visibili i caratteri principali della superficie, i rilievi e i canali. La visione di questi dettagli può essere parzialmente oscurata da tempeste di sabbia su Marte che possono estendersi fino a coprire tutto il pianeta.

Moto retrogrado apparente di Marte nel 2003 visto dalla Terra (simulazione realizzata con Stellarium)

L'avvicinarsi di Marte all'opposizione comporta l'inizio di un periodo di moto retrogrado apparente, durante il quale, se ci si riferisce alla volta celeste, il pianeta appare in moto nel verso opposto all'ordinario (quindi da est verso ovest anziché da ovest verso est) con la sua orbita che sembra formare un 'cappio' (in inglese "loop"); il moto retrogrado di Marte dura mediamente 72 giorni.

## Storia delle osservazioni
Dopo Venere e Giove, Marte è il pianeta più facilmente individuabile dalla Terra per via della grande luminosità relativa e del caratteristico colore rosso. Nonostante non si consideri la notte dei tempi, i primi a osservare dettagliatamente Marte furono gli Egizi. Informazioni dettagliate su Marte ci arrivano dai Babilonesi. Indiani e Cinesi fecero altrettanti dettagliati studi. Le popolazioni di cultura etrusco-greco-romana lo associavano all'immagine di Maris/Ares/Marte, dio della guerra. Tra i primi a descrivere delle osservazioni di Marte si ricorda Aristotele, il quale ne notò anche il passaggio dietro alla Luna ottenendo così una prova empirica della concezione di un universo geocentrico con la Terra al centro del sistema al posto del Sole. Il 13 ottobre 1590 Michael Maestlin osservò l'unica occultazione documentata di Marte da Venere presso la città tedesca di Heidelberg. Nel 1609 Galileo fu il primo uomo a puntare un telescopio verso Marte.
Fu solo sul finire del XIX secolo che attente osservazioni e il miglioramento della tecnologia permisero di ottenere una visione sufficientemente nitida da distinguere le caratteristiche del suolo marziano. Il 5 settembre 1877 si verificò un'opposizione perielica e in quell'anno l'astronomo italiano Giovanni Schiaparelli, in quel momento a Milano, utilizzò un telescopio di 22 cm per disegnare la prima mappa dettagliata di Marte la cui nomenclatura è ancora quella ufficiale. Ne risultarono strutture che l'astronomo definì "canali" (successivamente fu dimostrato che si trattava di illusioni ottiche) in quanto la superficie del pianeta presentava diverse lunghe linee alle quali egli attribuì nomi di celebri fiumi terrestri.

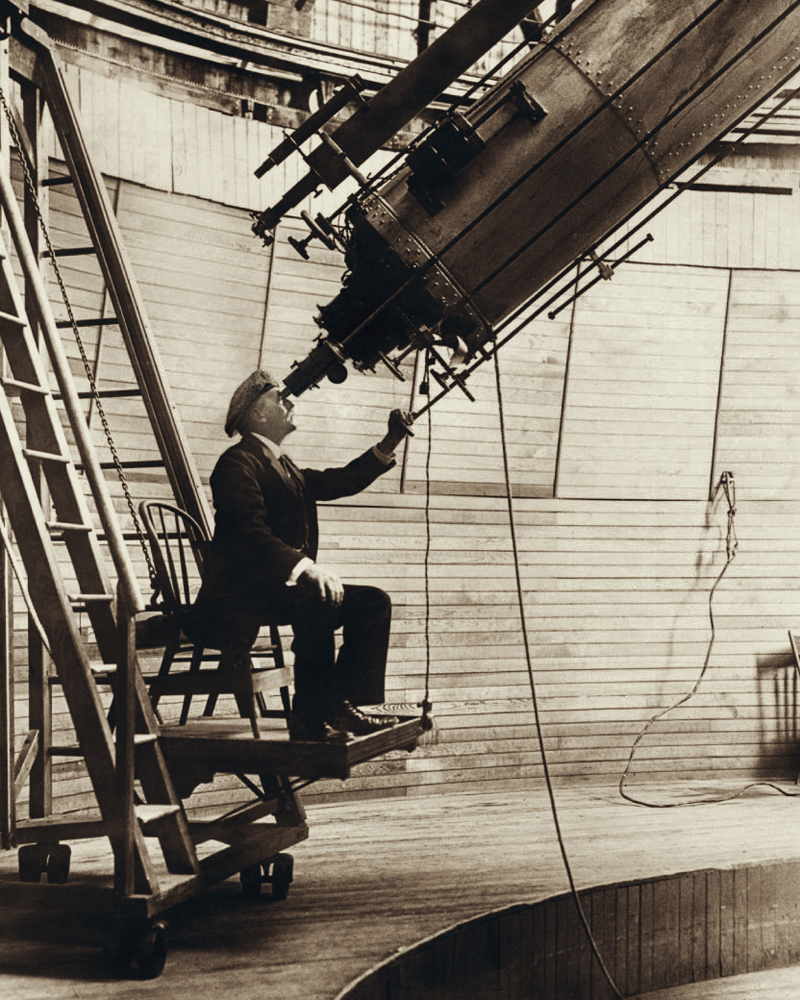
Percival Lowell, qui mentre osserva Venere di giorno (1914), fu un grande osservatore di Marte e pubblicò i suoi lavori in tre libri dedicati al "pianeta rosso"

L'errata traduzione in inglese del termine "canali" usato nei lavori di Schiaparelli (venne usato il termine canal, ovvero "canale artificiale", piuttosto che il generico channel) portò il mondo scientifico a credere che su Marte vi fossero canali irrigui artificiali, mentre effettivamente lo scienziato aveva solo parlato di grandi solchi sulla superficie. Influenzato da queste traduzioni l'astronomo statunitense Percival Lowell fondò un osservatorio, l'osservatorio Lowell, dotato di un telescopio di 300 e 450 mm che venne usato nella particolarmente favorevole opposizione del 1894 e nelle successive. Pubblicò diversi libri su Marte e le sue teorie sull'esistenza di vita sul pianeta, basate anche sull'origine artificiale dei canali, ebbero una notevole influenza sull'opinione pubblica. Tra gli astronomi che osservarono gli ormai caratteristici canali marziani si ricordano inoltre Henri Joseph Perrotin e Louis Thollon di Nizza. Nacque in quel periodo l'immagine di un mondo vecchio (contrapposto a una Terra di mezza età e a Venere primitiva), dove la siccità aveva costretto la matura civiltà marziana a immense opere di canalizzazione: un topos che avrà notevole successo in fantascienza.
Per lungo tempo si ritenne che Marte fosse un pianeta coperto di vegetazione e alcuni mari: i cambiamenti stagionali di Marte infatti causavano una riduzione delle calotte polari d'estate e creavano ampie macchie scure sulla sua superficie. Tuttavia le osservazioni al telescopio non erano in grado di confermare tali speculazioni: al progredire della qualità dei telescopi si assisteva infatti a una riduzione dei canali, finché nel 1909 Camille Flammarion, con un telescopio di 840 mm, osservò disegni irregolari ma nessun canale.
La stagionalità marziana fu d'ispirazione, nonostante l'inesistenza di prove, per teorie sulla possibile struttura dell'ecosistema di Marte addirittura fino agli anni sessanta del XX secolo. In rinforzo a tali tesi vennero presentati anche scenari dettagliati riguardanti il metabolismo e i cicli chimici dello stesso.
I progressi nell'osservazione spaziale consentirono inoltre la scoperta dei due satelliti naturali, Fobos e Deimos, probabilmente asteroidi catturati dalla gravità del pianeta. L'esistenza di tali satelliti era già stata postulata da tempo, tanto che oltre un secolo e mezzo prima Jonathan Swift ne citava alcuni dati orbitali approssimativi ne I viaggi di Gulliver.
Le aspettative del grande pubblico vennero disattese quando, nel 1965, la sonda Mariner 4 raggiunse per la prima volta il pianeta non rilevando segni di costruzioni. Il primo atterraggio di sonde automatiche avvenne undici anni dopo con le missioni Viking I e II; vennero effettivamente rilevate tracce di vita ma non vennero poi rilevati composti organici al carbonio in superficie, e quindi i test sulla vita vennero scartati come errati (dalla successiva scoperta della presenza di composti organici si sono poi aperte discussioni e dubbi). Dal finire dello scorso secolo Marte è stato nuovamente meta di numerose sonde, statunitensi ed europee, che hanno portato a un significativo miglioramento delle conoscenze sul pianeta; grazie alla missione Mars Global Surveyor, terminata verso la fine del 2006, si sono ottenute infatti mappe molto dettagliate dell'intera superficie di Marte. Nel 2005 l'amministrazione statunitense ha infine commissionato alla NASA gli studi per una possibile missione umana fino a Marte.

## Esplorazione di Marte
Numerose sono state le missioni verso Marte intraprese da Unione Sovietica, Stati Uniti, Europa, Giappone e Cina per studiarne la geologia, l'atmosfera e la superficie.
Circa metà delle missioni tuttavia sono risultate degli insuccessi costituiti da perdite e da vari inconvenienti tecnici. Anche per questo motivo il pianeta conserva il suo fascino, il suo mistero e, più in generale, un'ulteriore motivazione per proseguire le ricerche. Le probabilità di trovare tracce di vita su questo pianeta, così come esso ci appare, sono estremamente ridotte; tuttavia, se fosse confermata la presenza di acqua in tempi remoti, aumenterebbero le probabilità di trovare tracce di vita passata.
Le missioni spaziali sono vincolate a finestre di lancio di 2-3 mesi ogni 780 giorni, corrispondente al periodo sinodico.

### Missioni passate

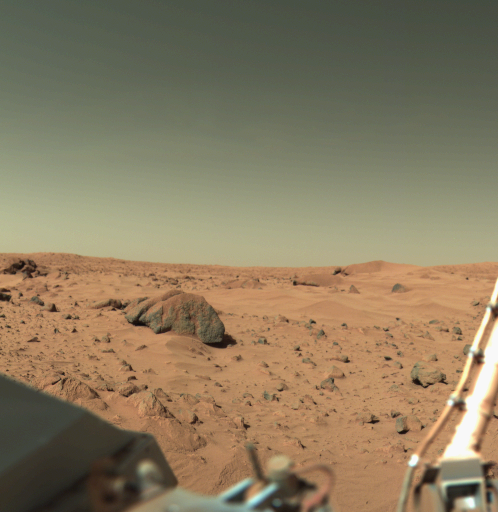
Vista del suolo di Marte da Viking 1 (11 febbraio 1978)

Il primo successo si ebbe nel 1964 con il passaggio in prossimità di Marte del Mariner 4 della NASA. La prima osservazione ravvicinata di Marte fu molto controversa: sebbene da un lato l'entusiasmo del successo avrebbe dovuto spingere economicamente e politicamente verso altre missioni, dall'altro i risultati completamente diversi dalle aspettative di un pianeta prolifico, con vita e vegetazione, portarono a una riduzione significativa delle risorse allocate all'esplorazione del pianeta, annullando e rinviando alcune missioni già pianificate. Il primo atterraggio invece avvenne nel 1971 grazie ai sovietici Mars 2 e 3 che però persero i contatti con la Terra pochi minuti dopo. In seguito fu lanciato dalla NASA il programma Viking del 1975, consistente in due satelliti orbitanti con un modulo di atterraggio che raggiunsero il suolo nel 1976. Il Viking 1 rimase operativo per sei anni mentre il Viking 2 per tre. Grazie alla loro attività si ebbero le prime foto a colori della superficie marziana e mappature di qualità tale da essere ancora usate. Riguardo ai test biologici i risultati furono sorprendenti ma reputati ambigui e inconcludenti.

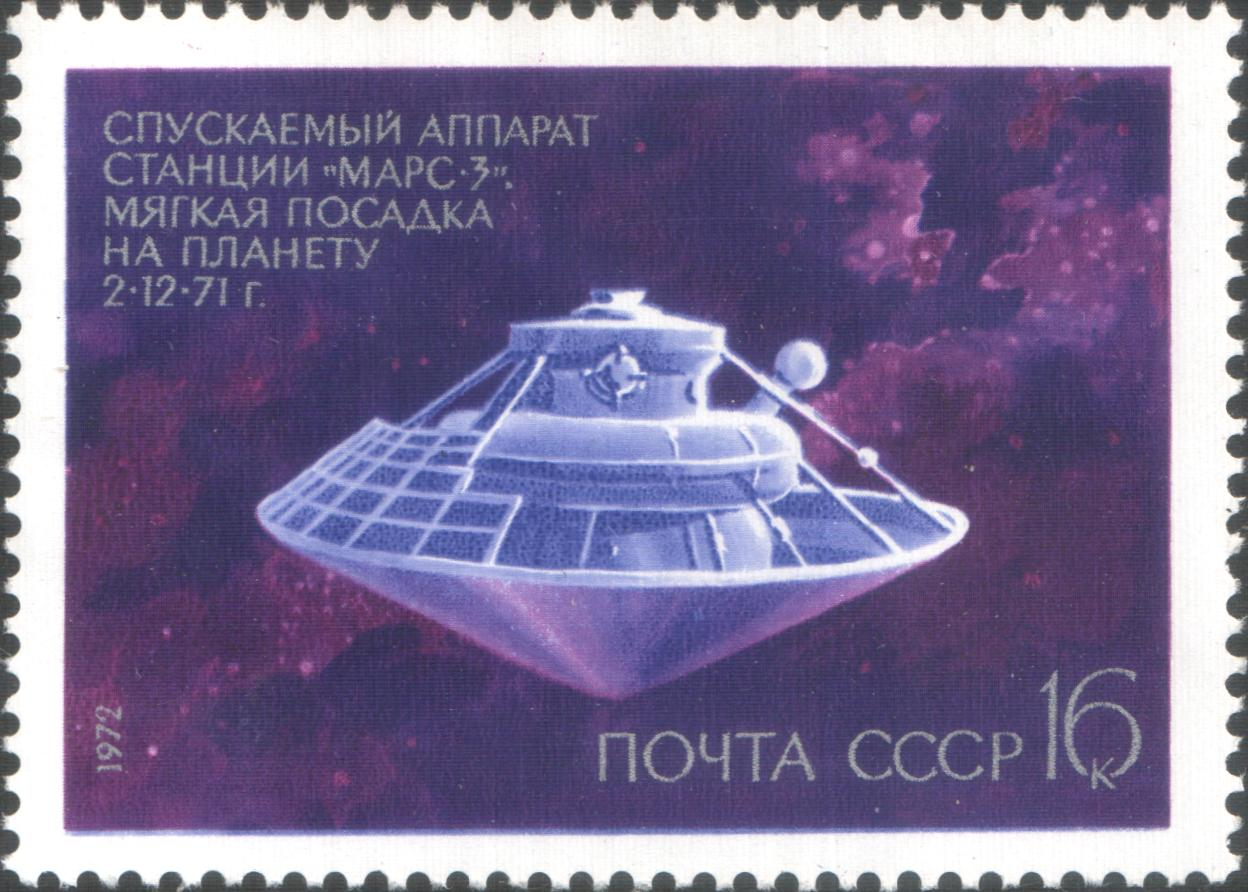
Francobollo del Lander Mars 3 (Unione Sovietica, 1972)

Nel 1988 i moduli sovietici del Programma Phobos (Phobos 1 e Phobos 2) furono inviati per lo studio di Marte e delle sue due lune; il segnale di Phobos 1 fu perduto mentre era in viaggio e Phobos 2 riuscì a inviare foto del pianeta e di Fobos ma si guastò prima di liberare due sonde sulla luna.
Dopo il fallimento nel 1992 del Mars Observer, la NASA inviò nel 1996 il Mars Global Surveyor; la missione di mappatura fu un completo successo e si concluse nel 2001. I contatti si interruppero nel novembre del 2006 dopo dieci anni nell'orbita marziana. Un mese dopo il lancio del Surveyor, la NASA lanciò il Mars Pathfinder con a bordo il robot da esplorazione Sojourner, che atterrò nell'Ares Vallis; anche questa missione fu un successo e divenne famosa per le immagini che inviò sulla Terra.

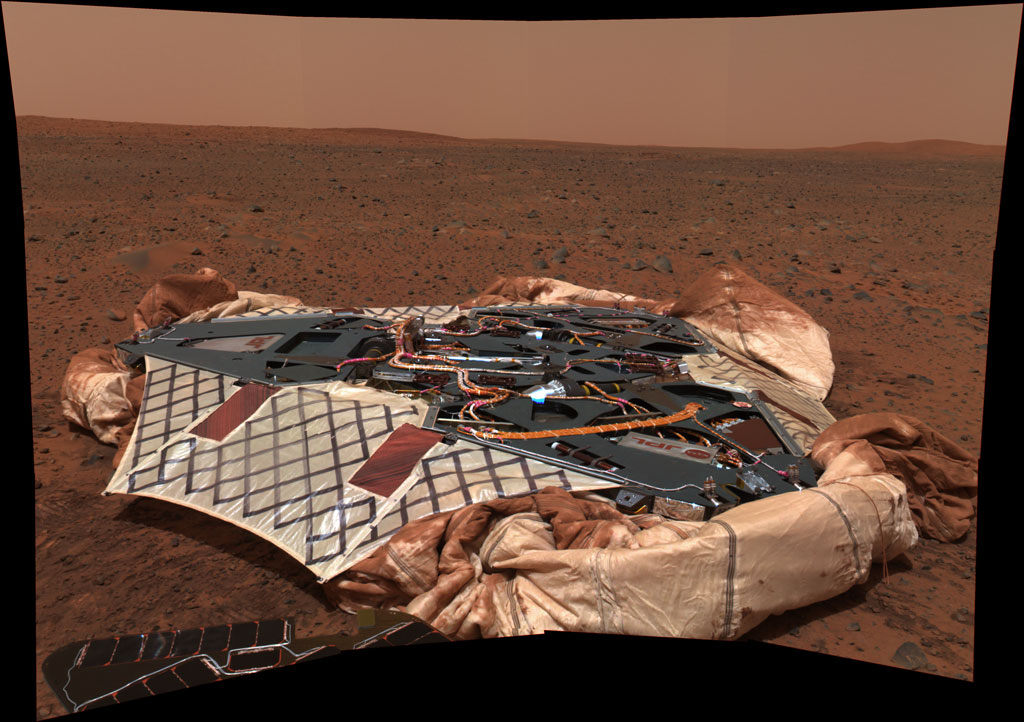
Il modulo di atterraggio di Spirit fotografato dal rover stesso dopo l'atterraggio (2004)

Nel 2001 la NASA inviò il satellite Mars Odyssey che, dotato di uno spettrometro a raggi gamma, identificò grandi quantità di idrogeno nella regolite marziana. Si ritiene che l'idrogeno fosse contenuto in ampi depositi di ghiaccio. La missione scientifica della sonda terminò nel settembre 2010 e da allora è utilizzato come satellite di collegamento nelle comunicazioni tra le missioni sulla superficie del pianeta e i centri di controllo a terra.
I due rover gemelli Spirit (MER-A) e Opportunity (MER-B), lanciati dalla NASA, raggiunsero il suolo marziano con successo nel gennaio 2004. Tra le scoperte principali si ha la prova definitiva dell'esistenza di acqua allo stato liquido nel passato, grazie al ritrovamento delle sue tracce in entrambi i punti di atterraggio. I diavoli di sabbia e le forti correnti inoltre hanno allungato la vita dei rover grazie alla continua pulizia dei loro pannelli solari. Il 22 marzo 2010 si persero i contatti con Spirit, mentre il 10 giugno 2018 quelli con Opportunity.
Il 12 agosto 2005 fu la volta del Mars Reconnaissance Orbiter della NASA, che arrivò a destinazione il 10 marzo 2006 per una missione di due anni. Tra gli obiettivi vi era la mappatura del terreno marziano e delle condizioni atmosferiche per trovare un luogo di atterraggio adatto alle successive missioni. Il Mars Reconnaissance Orbiter scattò le prime immagini di valanghe presso il polo nord del pianeta il 3 marzo 2008.
Il Phoenix Mars Lander, lanciato il 4 agosto 2007, raggiunse il polo nord marziano il 25 maggio 2008. Il modulo era dotato di un braccio meccanico con un raggio d'azione di 2,5 metri in grado di scavare per 1 metro nel suolo, e disponeva inoltre di una telecamera in miniatura che il 15 giugno 2008 scoprì una sostanza che il 20 dello stesso mese si rivelò essere acqua. La missione si concluse il 10 novembre con la perdita definitiva di ogni contatto, al sopraggiungere della stagione invernale marziana.
Non ebbe esito positivo invece la missione Fobos-Grunt, diretta verso la luna Fobos, lanciata nel novembre del 2011 e precipitata a terra nel gennaio successivo, dopo che problemi tecnici occorsi subito dopo l'immissione in orbita terrestre bassa impedirono la prosecuzione del viaggio verso il suo obiettivo.
Tra il 2007 e il 2011, l'ESA e la Russia condussero una simulazione del viaggio umano verso Marte e ritorno, nell'ambito del progetto Mars-500.
La Mars Orbiter Mission, nota anche con la denominazione informale di Mangalyaan, fu la prima missione per l'esplorazione di Marte dell'Indian Space Research Organisation (ISRO), il cui vettore fu lanciato il 5 novembre 2013 per raggiungere l'orbita marziana il 24 settembre 2014. La missione fu ideata per sviluppare le tecnologie necessarie per la progettazione, programmazione, gestione e controllo di una missione interplanetaria. L'agenzia spaziale indiana fu dunque la quarta a raggiungere Marte, dopo la russa RKA, la statunitense NASA e l'europea ESA. I contatti con la sonda sono stati persi nel 2022, tuttavia a fronte di una missione prevista di 6-10 mesi l'operatività della sonda è proseguita per oltre sette anni.

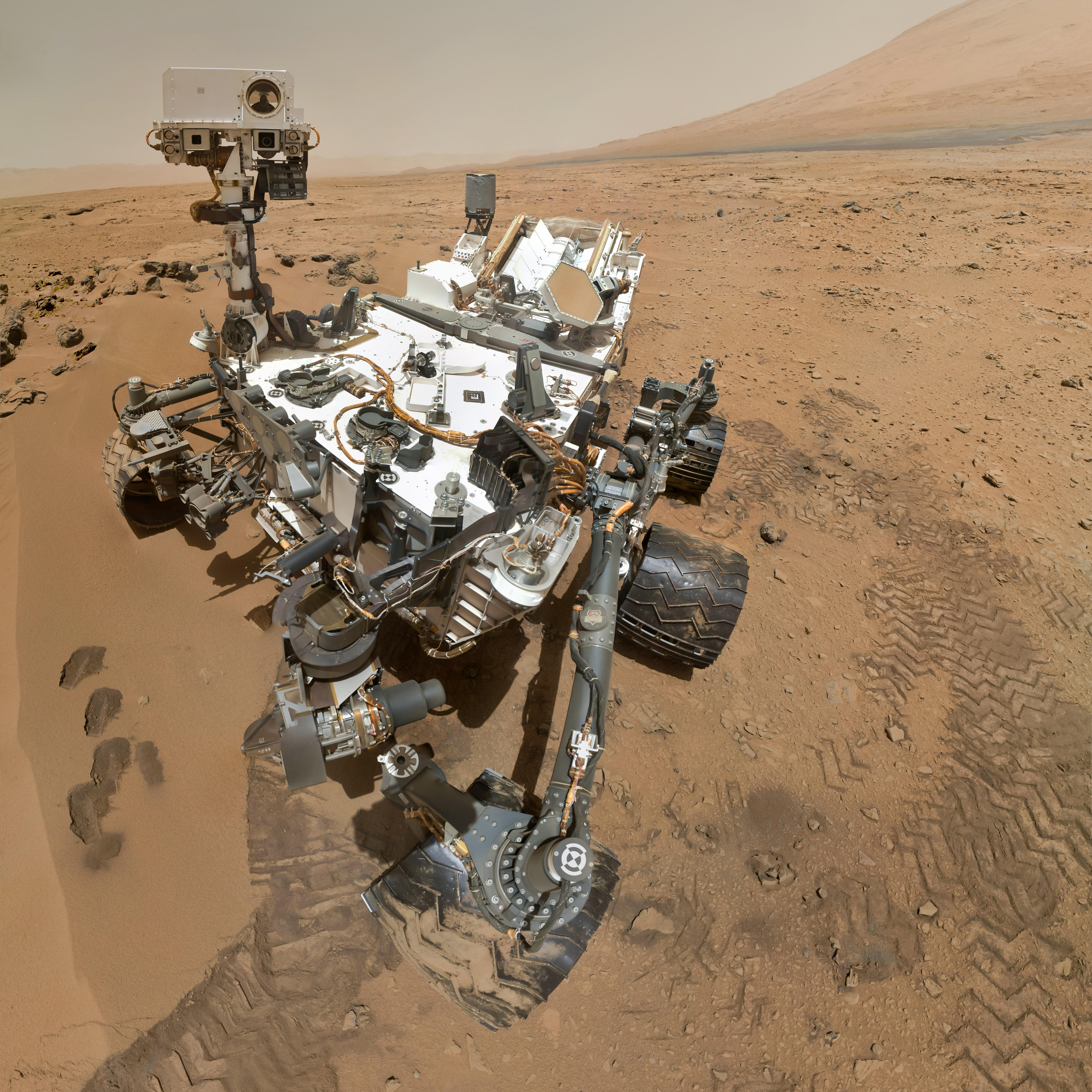
Autoscatto del rover Curiosity su Marte, della missione Mars Science Laboratory, 2012

Nel 2018 è stata lanciata la missione statunitense InSight con un lander e due CubeSat in sorvolo, per condurre uno studio approfondito della struttura interna del pianeta. La missione è terminata dopo quattro anni durante la fase estesa, nel dicembre 2022, a causa dei pannelli solari che, ricoperti di polvere, non potevano più ricaricare la batteria.

### Missioni in corso
Nel 2003 l'ESA lanciò il Mars Express Orbiter assieme al modulo di atterraggio Beagle 2, che fu dichiarato perso agli inizi del febbraio 2004. La squadra del Planetary Fourier Spectrometer, alloggiato nel satellite, scoprì la presenza di metano su Marte. Nel giugno 2006 l'ESA inoltre annunciò l'avvistamento di aurore sul pianeta. Visti gli importanti risultati scientifici ottenuti, la missione è stata prolungata prima fino al 2020, e successivamente fino al 2026.
Il 6 agosto 2012 atterrò su Marte il rover Curiosity, il maggiore per dimensioni e complessità tecnologica sviluppato dalla NASA, con l'obiettivo di investigare sulla passata e presente capacità del pianeta di sostenere la vita. La sonda ha trovato acqua, zolfo e sostanze clorurate nei primi campioni di suolo marziano, a testimonianza di una chimica complessa. La NASA ha precisato che il risultato è solo la conferma che gli strumenti della sonda hanno funzionato alla perfezione, e che sono stati trovati indizi di composti organici, ma che non è possibile escludere che questi possano essere stati trasportati su Marte dalla stessa Curiosity.
La sonda MAVEN fu lanciata con successo il 18 novembre 2013 con un razzo vettore Atlas V dalla Cape Canaveral Air Force Station, per inserirsi in un'orbita ellittica attorno a Marte il 22 settembre 2014, a un'altezza compresa tra 90 miglia (145 km) e 3 870 miglia (6228 km) dalla superficie.
Il 14 marzo 2016 l'ESA ha lanciato il Trace Gas Orbiter (TGO) e il lander Schiaparelli, parte della missione ExoMars. Il lander Schiaparelli ha tentato, senza successo, di atterrare il 16 ottobre dello stesso anno.

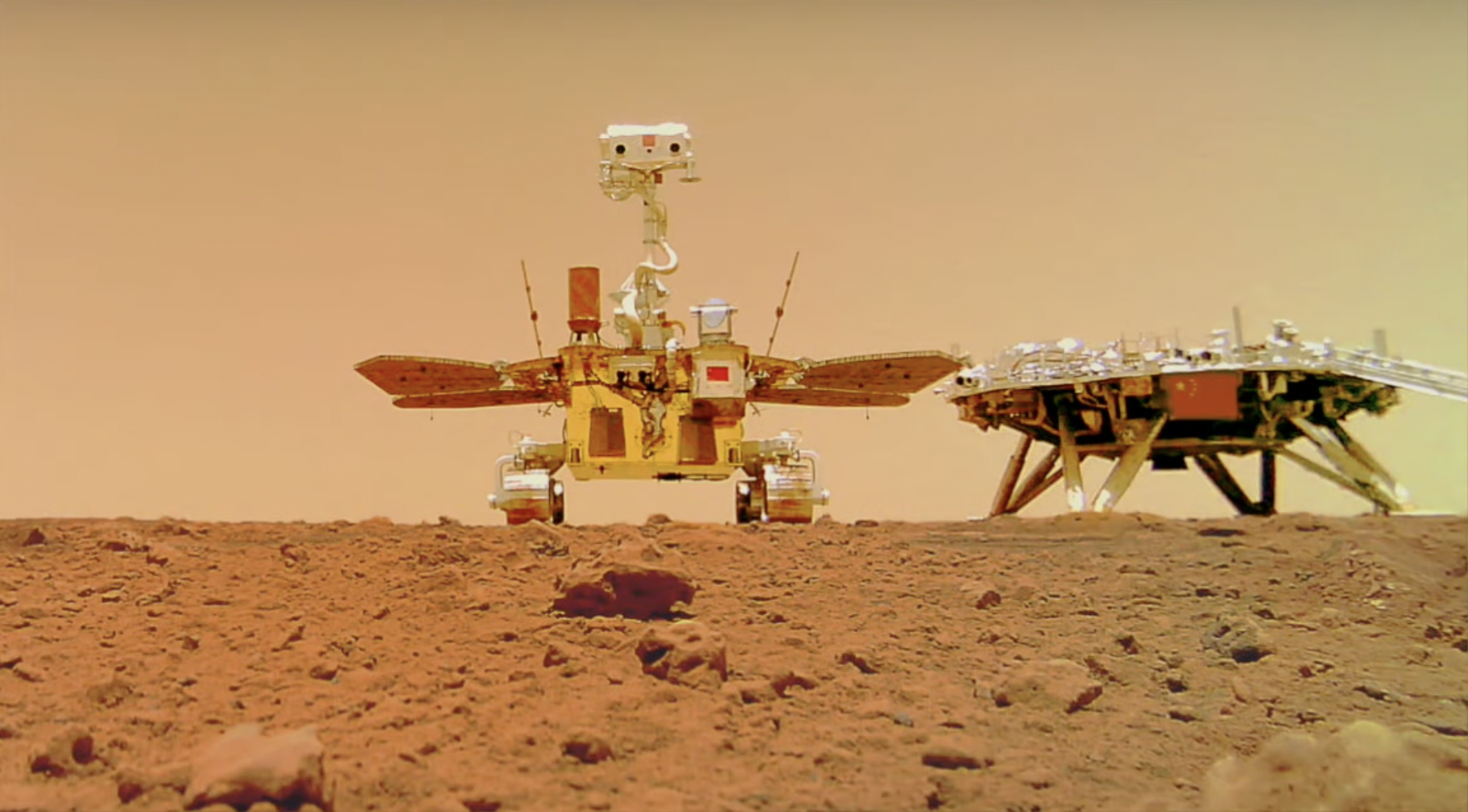
Il rover cinese Zhurong accanto al suo lander, dopo l'atterraggio

La NASA ha inviato nel 2020 la missione Mars 2020, rover gemello di Curiosity ma con strumentazione scientifica differente, per studiare l'abitabilità di Marte, definire il clima e preparare le future missioni umane, testando anche la produzione di ossigeno in situ. Nel febbraio 2021 la NASA ha diffuso un video dell'arrivo del rover Perseverance su Marte. Oltre a studiare la zona di un antico lago il rover ha il compito anche di raccogliere campioni del suolo marziano per una futura missione di ritorno dei campioni pianificata dalla NASA e dall'ESA.
L'agenzia spaziale cinese con la missione Tianwen-1 ha inviato una sonda complessa, comprensiva di orbiter, lander e del rover Zhurong, con in dotazione un radar di profondità per mappare la crosta marziana fino a una profondità di 400 metri. Lanciata nel 2020 la sonda è atterrata su Marte nel 2021.
Emirates Mars Mission è la prima missione verso Marte degli Emirati Arabi Uniti; la sonda, denominata Hope, lanciata nel 2020 e arrivata in orbita marziana nel febbraio 2021, ha l'obiettivo di studiare l'atmosfera marziana e il suo clima.

### Missioni future
Nell'ambito di ExoMars, doveva essere inviato sulla superficie di Marte il rover Rosalind Franklin in grado di perforare il suolo fino a 2 metri di profondità per stabilire l'eventuale esistenza di vita passata sul pianeta. A tale scopo i campioni forniti dalla perforatrice verrebbero analizzati da Urey, il rilevatore di materia organica e ossidanti finanziato dalla NASA, in grado di rilevare anche tracce di molecole organiche e stabilire se siano state originate da forme di vita o meno e, nel caso, quali condizioni ne hanno provocato la scomparsa. A causa dell'invasione russa dell'Ucraina del 2022 la cooperazione tra ESA e Roscosmos è terminata e la missione è stata ritardata a tempo indeterminato.
EscaPADE (Escape and Plasma Acceleration and Dynamics Explorers) è una missione pianificata della NASA che prevede due orbiter per studiare la struttura, la composizione, la variabilità e la dinamica della magnetosfera di Marte e dei processi di fuga atmosferica. Gli orbiter EscaPADE dovevano originariamente essere lanciati nel 2022 su un Falcon Heavy insieme alle missioni Psyche, tuttavia a causa di cambio del vettore utilizzato è stato annunciato che verrà lanciato su un volo diverso, pianificato per il 2025.
Il NICT di Tokyo (National Institute of Information and Communications Technology) in collaborazione con l'Università di Tokyo ha progettato il Tera-hertz Explorer, un microsatellite dedicato allo studio degli isotopi di ossigeno presenti nell'atmosfera marziana, che verrà lanciato come payload secondario in una missione ancora da specificare.

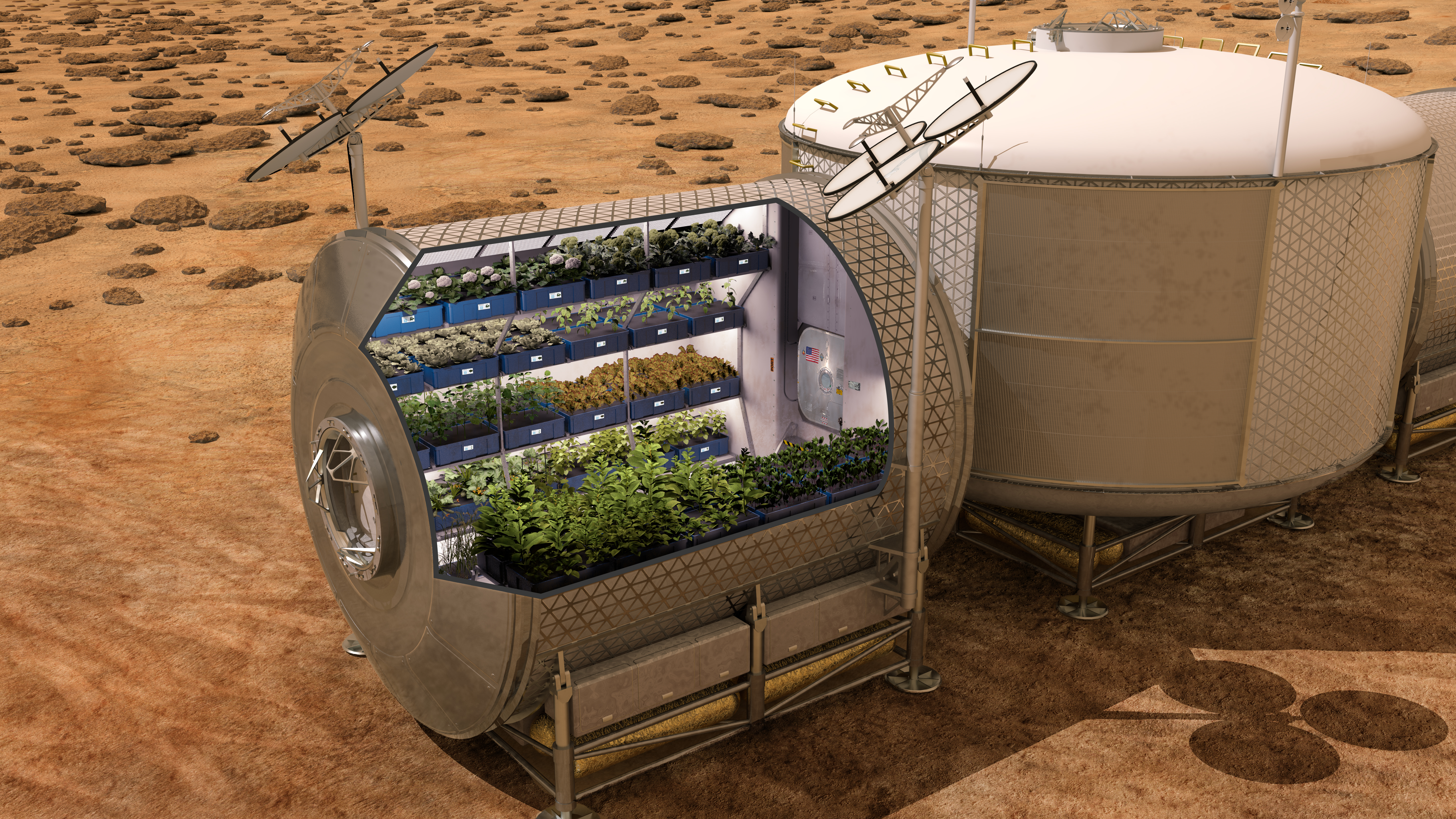
Ipotetica produzione in situ di risorse per la sopravvivenza di un equipaggio umano

L'Indian Space Research Organisation, dopo il successo di Mars Orbiter Mission prevede una seconda missione, Mars Orbiter Mission 2, composta di orbiter, lander e rover, per progredire nell'indagine scientifica dell'atmosfera e del suolo marziano. Il lancio, inizialmente programmato per il 2022, è slittato al 2024 ma la missione sarà composta dal solo orbiter.
L'esplorazione con equipaggi di Marte è stata considerata come un obiettivo a lungo termine dagli Stati Uniti attraverso il Vision for Space Exploration annunciato nel 2004 dal presidente George W. Bush e sostenuto successivamente da Barack Obama e Donald Trump. Una cooperazione tra NASA e Lockheed Martin a questo proposito ha portato all'avvio del progetto Orion, la cui missione di prova era programmata per il 2020 verso la Luna per poi intraprendere il viaggio verso Marte. Nel 2007 l'amministratore della NASA Michael D. Griffin dichiarò che la NASA mirava a inviare una spedizione umana su Marte entro il 2037.
Anche aziende private come SpaceX hanno proposto piani per missioni con equipaggio su Marte, con l'obiettivo finale di stabilirsi sul pianeta. Per questo a partire dagli anni 2020 l'azienda di proprietà di Elon Musk ha iniziato lo sviluppo del veicolo di lancio completamente riutilizzabile Starship con l'obiettivo di colonizzare Marte. Nel settembre 2024 Musk ha affermato che l'obiettivo è quello di avere una colonia autosufficiente su Marte tra circa vent'anni.

## Formazione
Marte si formò 4,6 miliardi di anni fa, con una storia simile agli altri tre pianeti terrestri e cioè a seguito della condensazione della nebulosa solare, per lo più dei silicati. A causa della distanza superiore dal Sole rispetto alla Terra, durante la fase iniziale della formazione nell'orbita di Marte si trovava una concentrazione maggiore di elementi con basso punto di ebollizione, come cloro, fosforo e zolfo, probabilmente spinti via dalle orbite interne dal forte vento solare del giovane Sole.
La storia del pianeta può essere suddivisa in quattro ere geologiche che caratterizzano la sua formazione ed evoluzione.

### Noachiano
Durante la prima era, compresa tra circa 4,1 e 3,7 miliardi di anni fa, il pianeta fu soggetto all'intenso bombardamento tardivo, di cui fu vittima anche la Terra. Circa il 60% della superficie ha dei marcatori risalenti a quell'era, in particolare crateri da impatto. Il più grande di questi si trova nell'emisfero settentrionale e ha un diametro di circa 10000 km, quasi metà della circonferenza del pianeta.

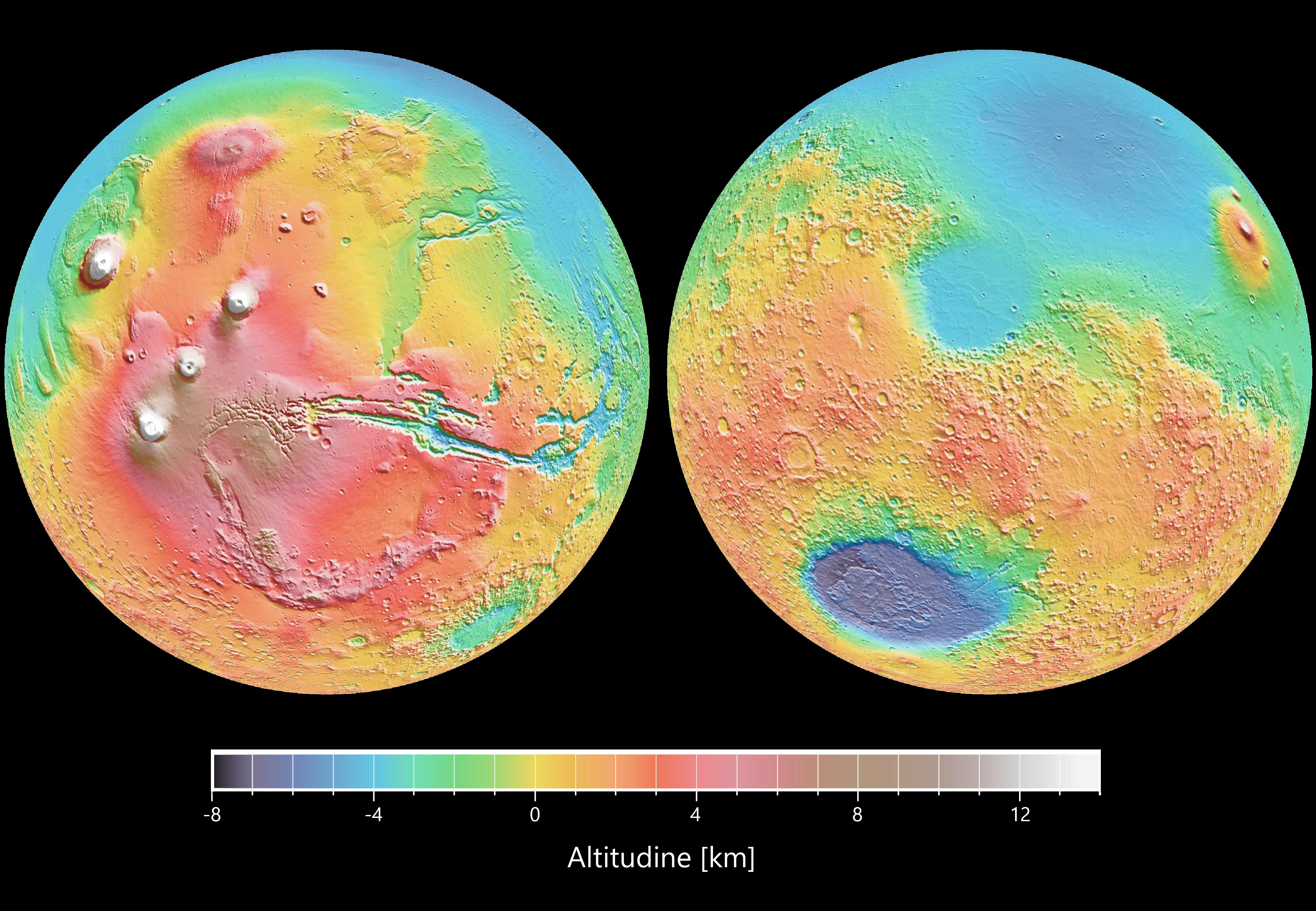
Mappa altimetrica che evidenzia la dicotomia di Marte, ricostruita a partire dai dati forniti dal Mars Global Surveyor (2001)

L'ipotesi più accreditata sulla formazione di questo cratere è l'impatto con un planetoide delle dimensioni di Plutone, che lasciò una profonda traccia sul pianeta, il bacino boreale, che occupa circa il 40% del pianeta, conferendo una dicotomia unica nel sistema solare. Un'altra formazione tipica di questo periodo è la regione di Tharsis, soggetta a un vulcanismo molto attivo e inondata, verso la fine dell'era, da una grande quantità d'acqua, molto abbondante a quei tempi. Probabilmente, in quell'epoca si trovava acqua liquida sulla superficie con delta, argille e forse un grande oceano settentrionale risalente a quell'epoca. Questo concatenarsi di eventi potrebbe aver permesso condizioni adatte alla vita microbiologica.

### Esperiano

Confronto tra le dimensioni della Francia e l'Olympus Mons

Lentamente, in poco più di un miliardo e mezzo di anni, Marte passò da una fase calda e umida caratteristica del Noachiano a quella di pianeta freddo e arido osservabile attualmente; questa fase di transizione avvenne durante l'Esperiano, un periodo caratterizzato da un'intensa attività vulcanica e alluvioni catastrofiche che scavarono immensi canali lungo la superficie. Sono tipiche di questo periodo le grandi pianure basaltiche e l'Olympus Mons, il vulcano più alto di tutto il sistema solare. Le continue eruzioni portarono in superficie grosse quantità di anidride solforosa e acido solfidrico, mutando le grandi distese di acqua liquida in piccoli bacini di acqua ad alta acidità per via dell'acido solforico che si andò a formare. Sebbene la scomparsa dei fiumi e dei laghi sia generalmente considerata ascrivibile verso la fine di questa era, un recente modello realizzato da un team di scienziati statunitensi guidati da Edwin Kite sembra aprire la possibilità che l'esistenza dei corsi d'acqua sulla superficie sia stata possibile sino a meno di un miliardo di anni fa.

### Amazzoniano
L'Amazzoniano, da circa 3 miliardi di anni fa a oggi, è caratterizzato da un periodo povero di bombardamenti meteoritici e da condizioni climatiche fredde e aride simili a quelle attuali. Una formazione tipica di questa era è l'Amazonis Planitia, una vasta pianura poco caratterizzata da crateri. Grazie all'attività geologica relativamente stabile e alla diminuzione degli effetti caotici del sistema solare, lo studio di queste formazioni relativamente recenti è possibile applicando molti principi elementari come la legge della sovrapposizione o il conteggio di crateri in un'area determinata per stimare età e sviluppo geologico della zona interessata.

## Parametri orbitali

Vista delle orbite di Marte (rosso) e Terra (blu). Un'orbita di Marte ha durata quasi doppia di un'orbita terrestre.

Marte orbita attorno al Sole a una distanza media di circa 228 milioni di chilometri (1,52 au) e il suo periodo di rivoluzione è di circa 687 giorni (1 anno, 320 giorni e 18,2 ore terrestri). Il giorno solare di Marte (il Sol) è poco più lungo del nostro: 24 ore, 37 minuti e 23 secondi.
L'inclinazione assiale marziana è di 25,19° che risulta simile a quella della Terra. Per questo motivo le stagioni si assomigliano eccezion fatta per la durata doppia su Marte. Inoltre il piano dell'orbita si discosta di circa 1,85° da quello dell'eclittica.
A causa della discreta eccentricità della sua orbita, pari a 0,093, la sua distanza dalla Terra all'opposizione può oscillare fra circa 100 e circa 56 milioni di chilometri; solo Mercurio ha un'eccentricità superiore nel sistema solare. Tuttavia in passato Marte seguiva un'orbita molto più circolare: circa 1,35 milioni di anni fa la sua eccentricità era equivalente a 0,002, che è molto inferiore a quella terrestre attuale. Marte ha un ciclo di eccentricità di 96000 anni terrestri paragonati ai 100000 della Terra; negli ultimi 35000 anni l'orbita marziana è diventata sempre più eccentrica a causa delle influenze gravitazionali degli altri pianeti e il punto di maggior vicinanza tra Terra e Marte continuerà a diminuire nei prossimi 25000 anni.

## Caratteristiche fisiche

### Struttura interna

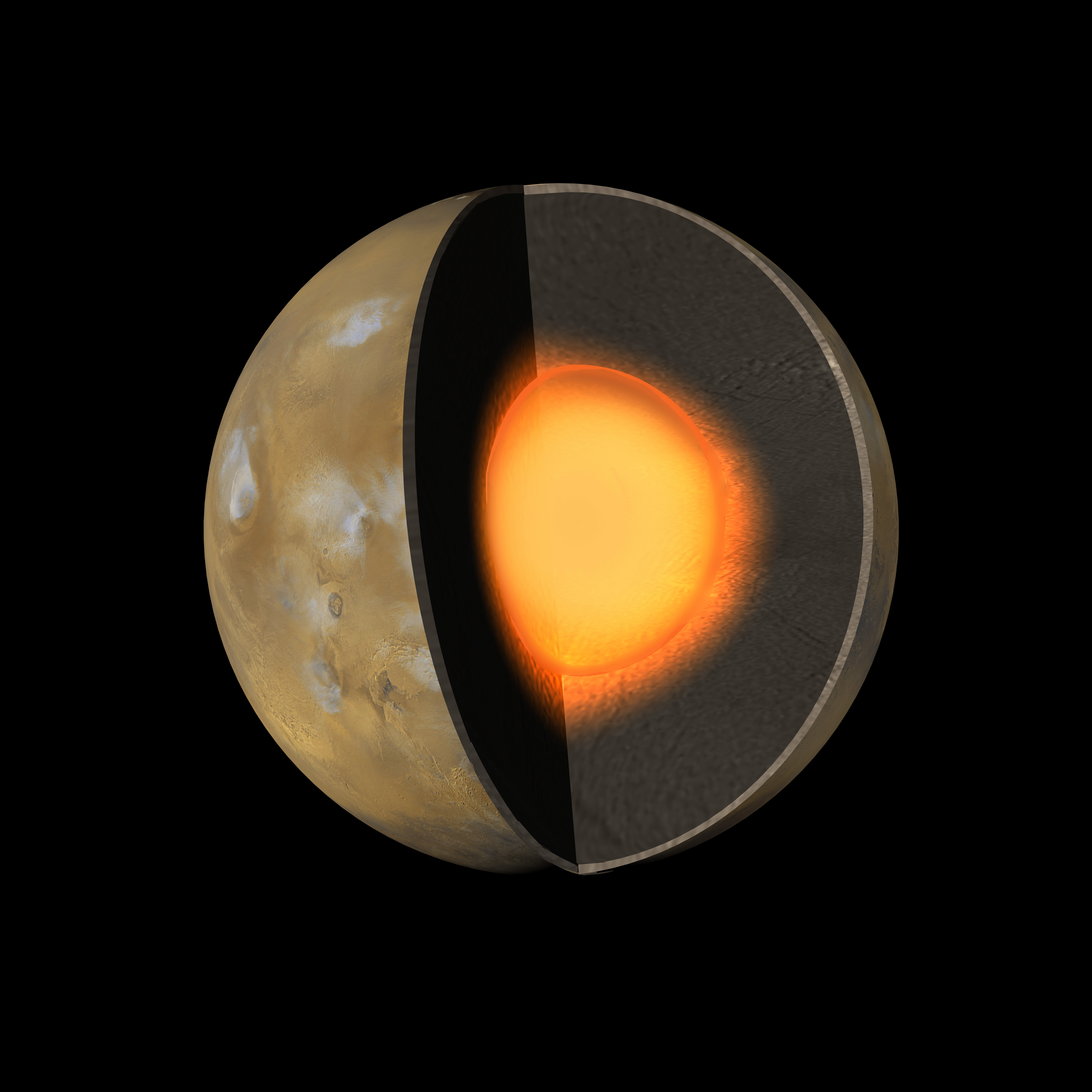
La struttura interna del pianeta, ricostruzione artistica a cura della NASA

La crosta, il mantello e il nucleo di Marte si formarono entro circa 50 milioni di anni dalla nascita del sistema solare e rimasero attivi per il primo miliardo. Il mantello fu la regione rocciosa interna che trasferiva il calore generato durante l'accrescimento e formazione del nucleo. Si ritiene che la crosta sia stata creata dalla fusione della parte superiore del mantello mutando nel corso del tempo a causa di impatti con oggetti estranei, vulcanismo, movimenti successivi del mantello stesso ed erosione.
Grazie alle osservazioni della sua orbita attraverso lo spettrometro TES del Mars Global Surveyor e l'analisi dei meteoriti, è possibile sapere che Marte ha una superficie ricca di basalto. Alcune zone però mostrano quantità predominanti di silicio che potrebbe essere simile all'andesite sulla Terra. Gran parte della superficie è coperta da ossido ferrico che gli conferisce il suo peculiare colore rosso intenso. La crosta ha uno spessore medio di 50 km con un picco di 125 km. Per fare un confronto con quella terrestre, che ha uno spessore di circa 40 km, si potrebbe dire che la crosta marziana è tre volte più spessa, considerando le dimensioni doppie del nostro pianeta.
Il mantello, più denso di quello terrestre (di circa 2,35 volte), è composto soprattutto da silicati e, benché sia inattivo, è all'origine di tutte le testimonianze di fenomeni tettonici e vulcanici sul pianeta. È stato possibile identificare la composizione del mantello fino a una pressione di 23,5 GPa e il modello di Dreibus e Wänke indica che la sua composizione include olivina, clinopirosseno, ortopirosseno e granato.
Il nucleo è composto principalmente da ferro e nichel, con una percentuale intorno al 16% di zolfo e si estende per un raggio di circa 1800 km. Molto probabilmente il nucleo è solido, ma allo stato viscoso; di conseguenza Marte non presenta un campo magnetico apprezzabile, massimo 1500 nT né attività geologica di rilievo. Questo comporta la mancanza di protezione del suolo del pianeta dall'attività di particelle cosmiche ad alta energia; tuttavia la maggiore distanza dal Sole rende meno violente le conseguenze della sua attività. Anche se Marte non dispone di un campo magnetico intrinseco, lo studio del paleomagnetismo ha provato che si sia avuta una polarità alternata attorno ai suoi due poli grazie al ritrovamento di rocce magnetizzate: le rocce formatesi prima della scomparsa della magnetosfera sono magnetizzate, a differenza di quelle formatesi dopo.

### Idrologia

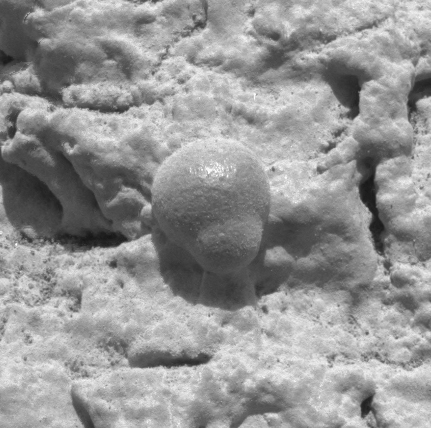
Foto di una microscopica formazione rocciosa originata da interazione con acqua ripresa da Opportunity (2004)

La presenza di acqua allo stato liquido in superficie è possibile su Marte in quanto per l'equazione di Clapeyron (con la quale si calcola il rapporto di sublimazione di una sostanza tra pressione e temperatura) alla pressione atmosferica marziana media nominale, l'acqua è liquida all'incirca sotto i −40 °C (dipendentemente dall'esatta pressione locale) per un piccolo intervallo, al di sotto del quale ghiaccia e al di sopra del quale evapora. Alcuni ritengono che la pressione atmosferica sia comunque eccessivamente bassa (salvo in zone di elevata depressione e per brevi periodi di tempo). Il ghiaccio d'acqua però è abbondante: i poli marziani infatti ne sono ricoperti e lo strato di permafrost si estende fino a latitudini di circa 60º. La NASA nel marzo del 2007 annunciò che se si ipotizzasse lo scioglimento totale delle calotte polari, l'intero pianeta verrebbe sommerso da uno strato d'acqua profondo 11 metri.
Si ritiene che grandi quantità di acqua siano intrappolate sotto la spessa criosfera marziana. La formazione della Valles Marineris e dei suoi canali di fuoriuscita dimostrano che durante le fasi iniziali della storia di Marte fosse presente una grande quantità di acqua allo stato liquido. Una testimonianza la si può ritrovare nella Cerberus Fossae, una frattura della crosta risalente a 5 milioni di anni fa, dalla quale proviene il mare ghiacciato visibile sulla Elysium Planitia con al centro la Cerberus Palus. Tuttavia è ragionevole ritenere che la morfologia di questi territori possa essere dovuta alla stagnazione di correnti laviche anziché all'acqua. La struttura del terreno e sua inerzia termica paragonabile a quella delle pianure di Gusev, assieme alla presenza di formazioni coniche simili a vulcani, avvalorano la seconda tesi. In più la stechiometria molare frazionaria dell'acqua in quelle aree è solamente del 4% circa, fatto attribuibile più a minerali idrati che alla presenza di ghiaccio superficiale.
Grazie alle fotografie ad alta risoluzione del Mars Global Surveyor, è stata riscontrata la presenza di complesse reti naturali di drenaggio, apparentemente dotate di affluenti e corsi principali. Sono inoltre piuttosto frequenti elementi morfologici interpretabili come conoidi di deiezione e delta fluviali, che implicano un agente allo stato liquido con caratteristiche reologiche simili a quelle dell'acqua e non presentano differenze significative rispetto agli analoghi terrestri. La missione del rover Mars Science Laboratory (noto come Curiosity) ha consentito per la prima volta la ripresa di immagini ravvicinate di sedimenti marziani interpretabili senza ambiguità come depositi alluvionali e deltizi originati da corsi d'acqua, con caratteri sedimentologici del tutto assimilabili a quelli terrestri.
Il Mars Global Surveyor tuttavia ha anche fotografato alcune centinaia di esempi simili a canali di trasudamento presso crateri e canyon. Questi burroni (gully) sono maggiormente presenti su altipiani dell'emisfero australe e tutti hanno un orientamento di 30° rispetto al polo meridionale. Non sono state riscontrate erosioni o crateri lasciando supporre una loro formazione piuttosto recente.

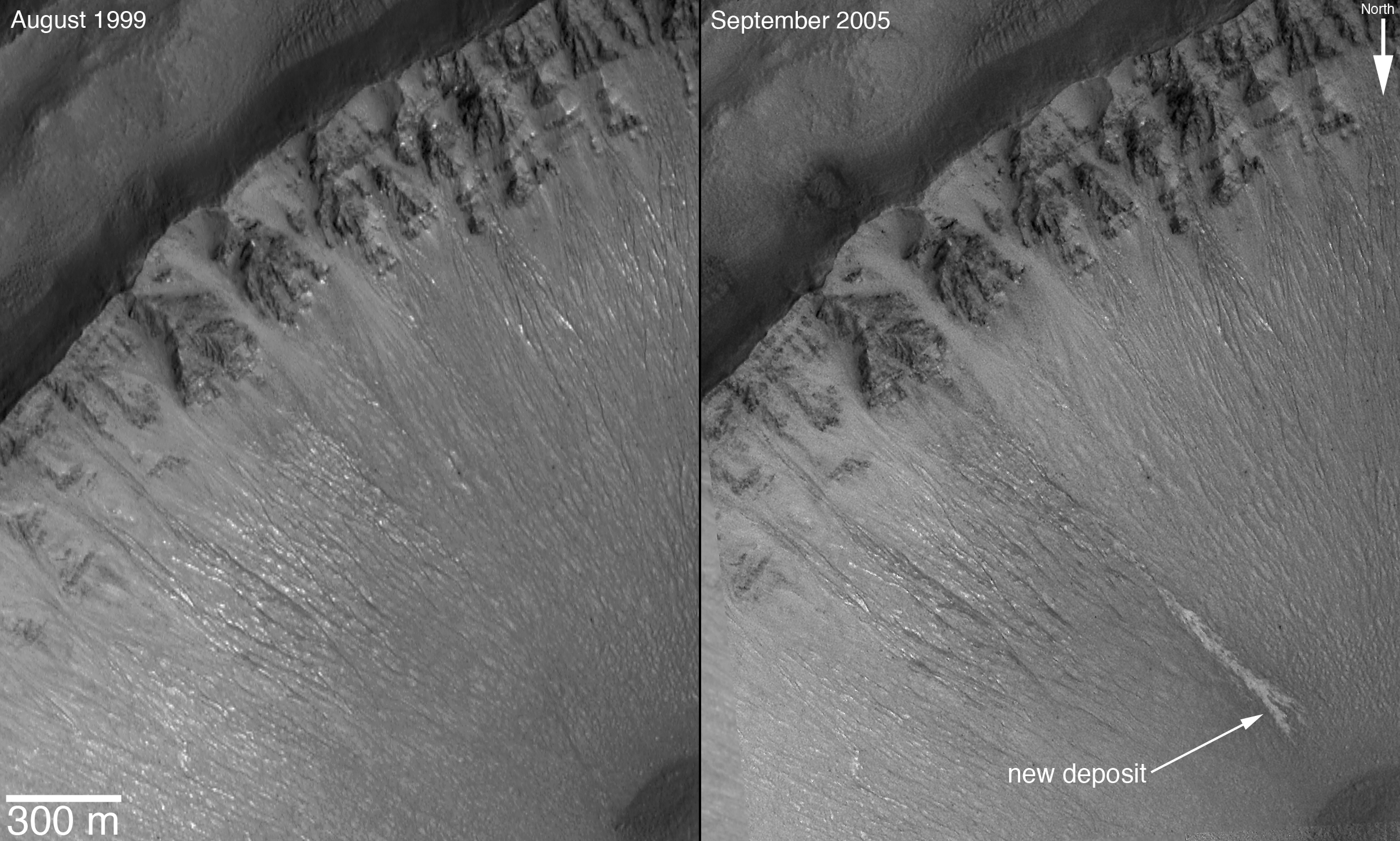
Pendio interessato da gully nella regione Centauri Montes, ripreso in due momenti successivi. Nella seconda immagine appare un elemento di colore chiaro che si configura come un nuovo deposito di sedimenti. Michael Meyer, il responsabile del Programma di Esplorazione Marziana della NASA, asserisce che solo un flusso di materiali con un elevato contenuto di acqua allo stato liquido può produrre un sedimento di tale forma e colore. Tuttavia non è ancora possibile escludere che l'acqua possa provenire da precipitazioni o da altre fonti che non siano sotterranee. Ulteriori scenari sono stati considerati, compresa la possibilità che i depositi siano stati causati da ghiaccio di anidride carbonica o dal movimento di polveri sulla superficie marziana.

Altre prove dell'esistenza passata di acqua allo stato liquido su Marte provengono dalla scoperta di specifici minerali come ematite e goethite che in certi casi si formano in presenza di acqua. A ogni modo, contemporaneamente alla scoperta di nuove prove dell'esistenza di acqua, vengono confutate precedenti ipotesi errate grazie agli studi di immagini ad alta risoluzione (circa 30 cm) inviate dal Mars Reconnaissance Orbiter (MRO).
Ad agosto del 2008 venne trovato del ghiaccio d'acqua sotto il suolo marziano, grazie alla sonda Phoenix che con i suoi strumenti ha rimosso il terreno che lo ricopriva; nei Sol successivi il sottile strato di ghiaccio scoperto è sublimato lentamente.
La sonda a ottobre dello stesso anno fu in grado di rilevare una leggera formazione di neve che si è sciolta prima di arrivare al suolo.

#### Acqua allo stato liquido
Nell'esplorazione moderna la NASA si è concentrata nella ricerca di acqua sul pianeta quale elemento base per lo sviluppo della vita. In passato erano stati osservati i segni della precedente presenza di acqua: sono stati osservati canali simili ai letti dei fiumi sulla Terra. È tuttora oggetto di molti dibattiti l'origine dell'acqua liquida che un tempo scorreva sul pianeta; l'acqua, sotto forma di ghiaccio, costituisce una piccola parte delle calotte polari (il resto è formato da anidride carbonica solida). Altra acqua si trova sotto il suolo del pianeta, ma in quantità ancora sconosciuta. La presenza di acqua nel sottosuolo del polo sud di Marte è stata confermata dalla sonda europea Mars Express nel gennaio del 2004; nel 2005 il radar MARSIS ha individuato un deposito di ghiaccio dello spessore maggiore di un chilometro tra gli 1,5 e i 2,5 km di profondità, nei pressi della regione di Chryse Planitia. Nel luglio 2008 annunciò le prove della presenza dell'acqua su Marte. Nel settembre 2015, su un articolo su Nature Geoscience, è stata annunciata, sulla base delle ricognizioni del MRO, la scoperta di acqua liquida sul pianeta, confermando le teorie di molti studiosi e astronomi; si tratta di piccoli rigagnoli di acqua salata, che si generano periodicamente.
Il 28 settembre 2015, la NASA ha annunciato di avere delle prove concrete che sulla superficie di Marte scorra acqua salata allo stato liquido sotto forma di piccoli ruscelli ma si tratta comunque di speculazione e non di osservazione diretta. Invece le analisi radar condotte dal 2012 al 2015 dalla sonda Mars Express hanno permesso di rilevare senza alcun dubbio una distesa di acqua salata allo stato liquido sotto la calotta polare australe.

### Superficie

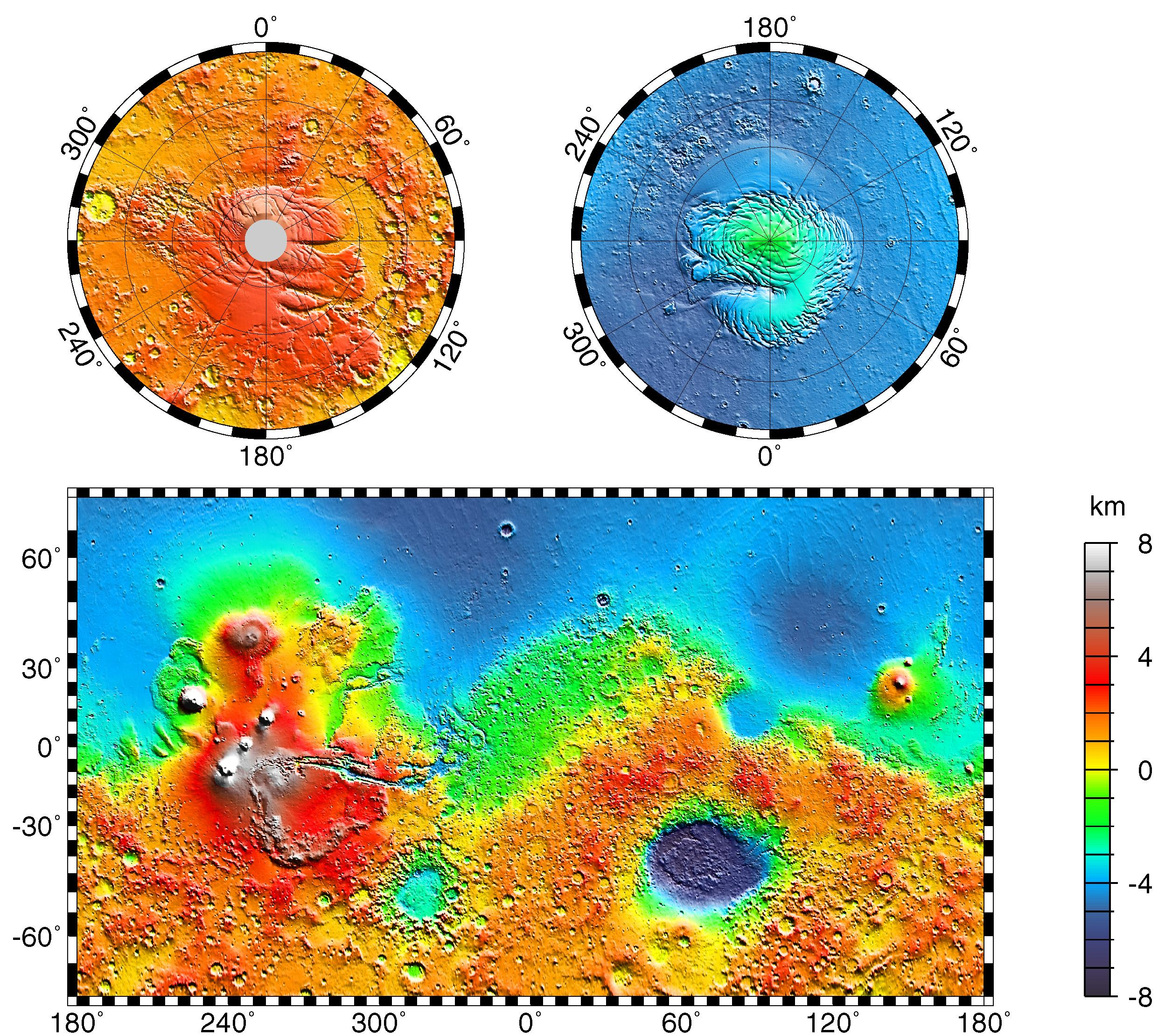
Mappa topografica di Marte. Sono evidenti gli imponenti altipiani vulcanici (in rosso) e i profondi crateri (in blu).

La topografia di Marte presenta una dicotomia netta tra i due emisferi: a nord dell'equatore si trovano enormi pianure coperte da colate laviche mentre a sud la superficie è caratterizzata da grandi altipiani segnati da migliaia di crateri. Una teoria proposta nel 1980, e avvalorata da prove scientifiche nel 2008, giustifica questa situazione attribuendone l'origine a una collisione del pianeta con un oggetto con dimensioni pari a quelle di Plutone, avvenuta circa 4 miliardi di anni fa. Se tale teoria venisse confermata, l'emisfero boreale marziano, che ricopre circa il 40% del pianeta, diventerebbe il sito d'impatto più vasto del sistema solare con 10600 km di lunghezza e 8500 km di larghezza strappando il primato al bacino Polo Sud-Aitken. La superficie di Marte non pare movimentata dall'energia che caratterizza quella terrestre. In sostanza, Marte non ha una crosta suddivisa in placche, e quindi la tettonica a zolle del modello terrestre risulta inapplicabile a tale pianeta.

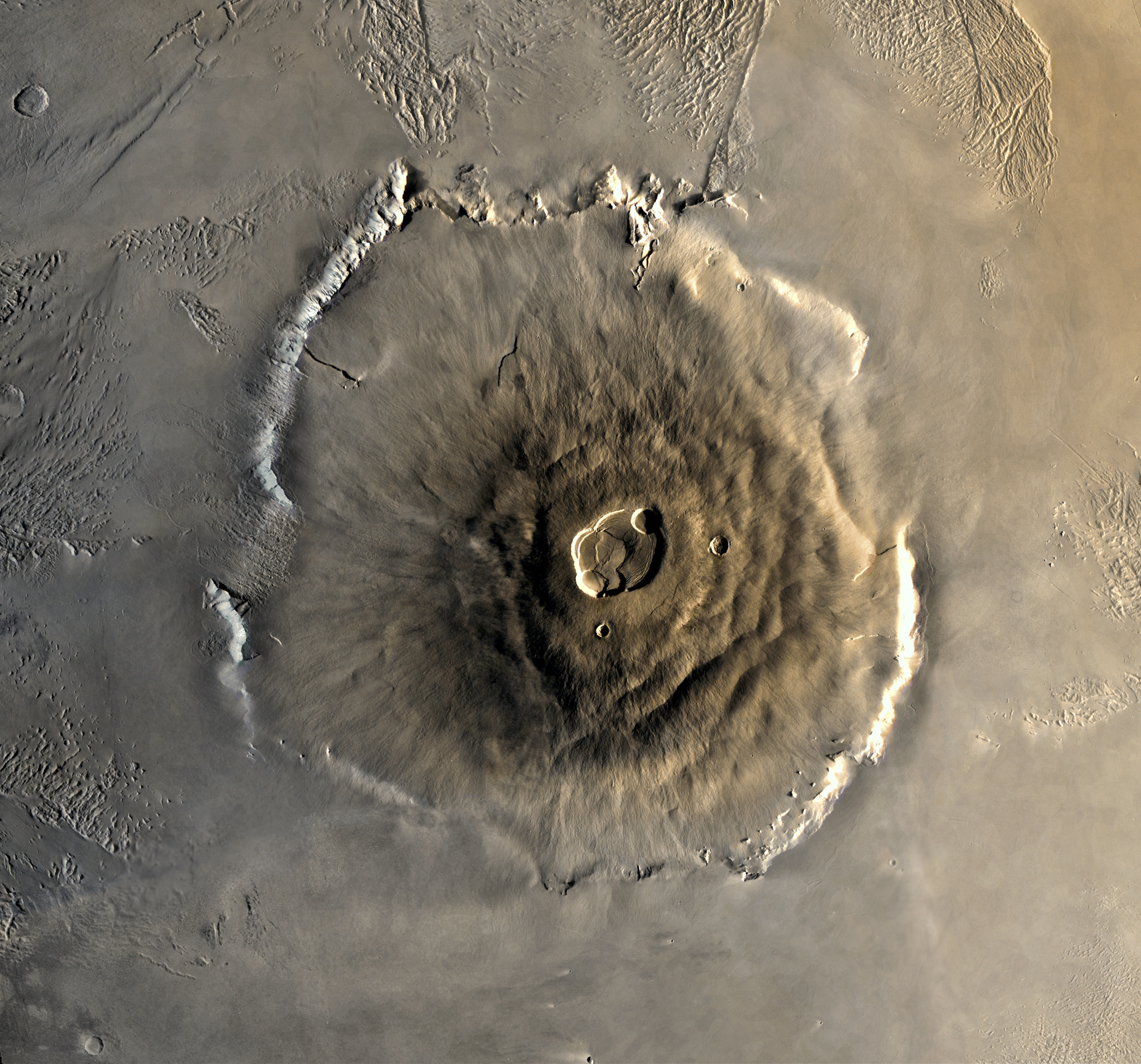
L'Olympus Mons, il vulcano più alto del sistema solare in un'immagine del 1978 catturata dalla sonda Viking 1

L'attività vulcanica è stata molto intensa, come testimonia la presenza di imponenti vulcani. Il maggiore di essi è l'Olympus Mons, che, con una base di 600 km e un'elevazione pari a circa 24 km rispetto alle pianure circostanti, è il maggior vulcano del sistema solare. Esso è molto simile ai vulcani a scudo delle isole Hawaii, originatisi dall'emissione per lunghissimi tempi di lava molto fluida. Uno dei motivi per i quali tali giganteschi edifici vulcanici sono presenti è che, per l'appunto, la crosta marziana è priva della mobilità delle placche tettoniche. Questo significa che i punti caldi da cui sale in superficie il magma battono sempre le stesse zone del pianeta, senza spostamenti nel corso di milioni di anni di attività. La ridotta forza di gravità ha certamente agevolato la lava, che su Marte ha un peso di poco superiore a quello dell'acqua sulla Terra. Questo rende possibile una più facile risalita dal sottosuolo e una più ampia e massiccia diffusione sulla superficie.
Un gigantesco canyon, lungo 5000 km, largo 500 km e profondo 5-6 km attraversa il pianeta all'altezza dell'equatore e prende il nome di Valles Marineris, ed è l'unica struttura vagamente simile a quelle osservate nel XIX secolo e considerate poi uno dei più grandi sbagli della moderna astronomia. La sua presenza costituisce un vero e proprio sfregio sulla superficie marziana, e data la sua enorme struttura, non è chiaro cosa possa averla prodotta: certamente non l'erosione data da agenti atmosferici o acqua. La struttura di questo canyon è tale da far sembrare minuscolo il Grand Canyon americano. L'equivalente terrestre sarebbe un canyon che partendo da Londra arriva a Città del Capo, con profondità dell'ordine dei 10 km. Questo consente di capire come tale canyon abbia una considerevole importanza per la struttura di Marte, e come esso non sia classificabile con casi noti sulla Terra. Un altro importante canyon è la Ma'adim Vallis (dal termine ebraico che indica appunto Marte). La sua lunghezza è di 700 km, la larghezza 20 km e raggiunge in alcuni punti una profondità di 2 km. Durante l'epoca Noachiana la Ma'adim Vallis appariva come un enorme bacino di drenaggio di circa 3 milioni di chilometri quadrati.
Marte presenta inoltre approssimativamente 43 000 crateri d'impatto con un diametro superiore a 5 km; il maggiore tra questi risulta essere il Bacino Hellas, una struttura con albedo chiara visibile anche dalla Terra. Marte, per le sue dimensioni, ha una probabilità inferiore della Terra di entrare in collisione con un oggetto esterno, tuttavia il pianeta si trova più prossimo alla cintura degli asteroidi ed esiste la possibilità che entri addirittura in contatto con oggetti intrappolati nell'orbita gioviana. A ogni modo l'atmosfera marziana fornisce una protezione dai corpi più piccoli: paragonata a quella lunare, la superficie di Marte è meno craterizzata.
Il Thermal Emission Imaging System (THEMIS) montato sul Mars Odyssey ha rilevato sette possibili ingressi di caverne sui fianchi del vulcano Arsia Mons. Ogni caverna porta il nome delle persone amate degli scopritori. Le dimensioni di questi ingressi vanno da 100 a 252 m in larghezza e si ritiene che la loro profondità possa essere compresa tra 73 e 96 m. A parte la caverna "Dena", tutte le caverne non lasciano penetrare la luce rendendo impossibile stabilirne le esatte dimensioni interne.
Il 19 febbraio 2008 il Mars Reconnaissance Orbiter ha immortalato un importante fenomeno geologico: le immagini hanno ripreso una frana spettacolare che si ritiene composta da ghiaccio frantumato, polvere e grandi blocchi di roccia che si sono distaccati da una scogliera alta circa 700 metri. Prove di tale valanga si sono riscontrate anche attraverso le nubi di polvere appunto sopra le stesse scogliere.

#### Nomenclatura

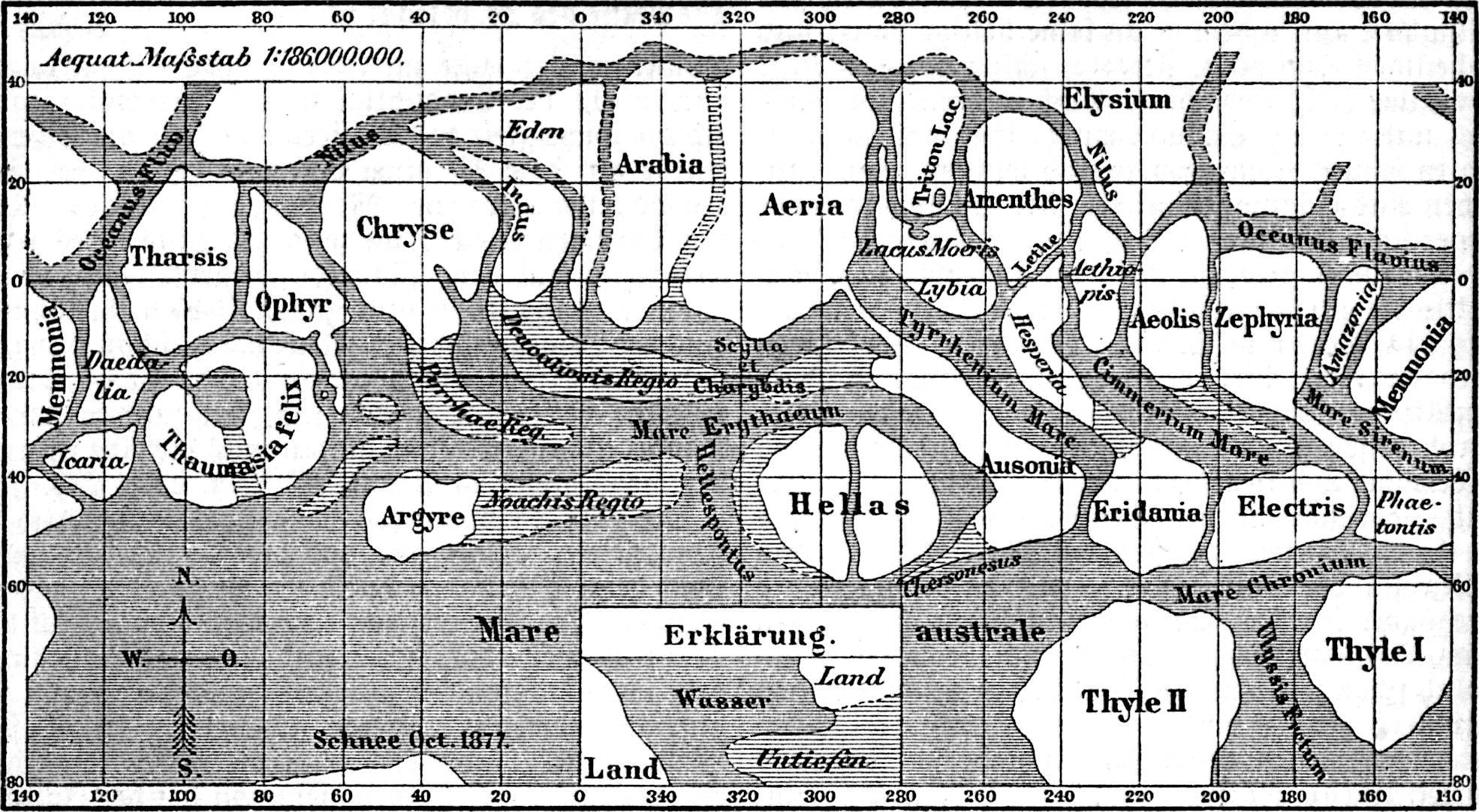
Mappa di Marte disegnata da Schiaparelli nel 1877; si notino i nomi assegnati dall'astronomo italiano alle principali formazioni marziane, ancora in uso

La nomenclatura marziana segue le mappe create dai primi osservatori del pianeta. Johann Heinrich Mädler e Wilhelm Beer furono i primi a stabilire che la maggior parte delle caratteristiche della superficie di Marte fossero permanenti e calcolarono inoltre anche la durata del periodo di rotazione. Nel 1840 Mädler tracciò la prima mappa del pianeta sulla base di dieci anni di osservazioni. I due scienziati anziché attribuire un nome alle singole caratteristiche, assegnarono a ognuna di esse una lettera.
Tra le prime mappe in cui furono definiti i nomi della superficie del pianeta si ricordi quella del 1877 per opera di Giovanni Schiaparelli, il quale determinò e descrisse le principali conformazioni ricavando i nomi da termini indicanti antichi popoli (Ausonia), dei, luoghi geografici (Syrtis Major, Benacus Lacus), esseri mitologici (Cerberus, Gorgonium Sinus), ecc. Sono poi seguite altre mappe come quelle di Lowell (1894), Antoniadi (1909), De Mottoni (1957).
Generalmente la superficie di Marte è classificata in base alle differenze di albedo. Le piane più chiare, coperte di polveri e sabbie ricche di ossido di ferro, portano nomi di vaste aree geografiche come ad esempio l'Arabia Terra o l'Amazonis Planitia. Le strutture più scure invece, che un tempo vennero considerate dei mari, portano nomi come Mare Erythraeum, Mare Sirenum e Aurorae Sinus. La struttura più scura visibile dalla Terra è Syrtis Major. Successivamente l'IAU ha introdotto la cartografia di Marte per identificare i luoghi marziani, suddividendo la superficie del pianeta secondo un reticolato, adatto a una rappresentazione in scala 1:5000000, che definisce 30 maglie.

### La gravità su Marte
Marte ha una massa pari ad appena l'11% di quella terrestre, mentre il suo raggio equatoriale misura 3392,8 km. Sulla superficie di Marte l'accelerazione di gravità è mediamente pari a 0,376 volte quella terrestre. A titolo d'esempio, un uomo con una massa di 70 kg che misurasse il proprio peso su Marte facendo uso di una bilancia tarata sull'accelerazione di gravità terrestre registrerebbe un valore pari a circa 26,3 kg.

### Atmosfera

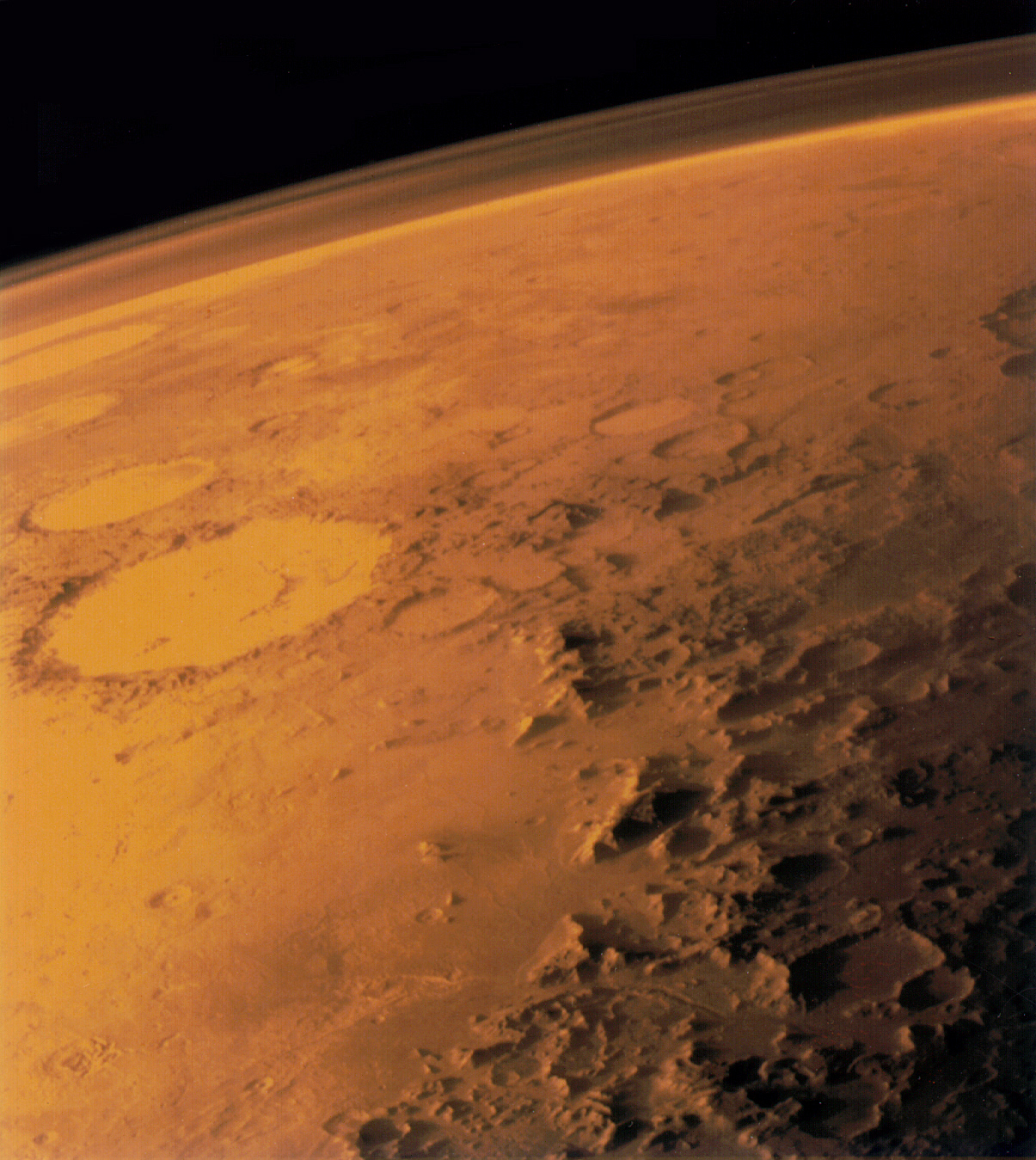
Il sottile strato atmosferico di Marte è visibile sull'orizzonte dell'area di Argyre Planitia. A sinistra è visibile il cratere Galle. (Viking 1, 1976).

La magnetosfera di Marte è assente a livello globale e, in seguito alle rilevazioni del magnetometro MAG/ER del Mars Global Surveyor e considerando che è stata constatata l'assenza di magnetismo sopra i crateri Argyre e Hellas Planitia, si presume sia scomparsa da circa 4 miliardi di anni; i venti solari colpiscono quindi direttamente la ionosfera. Questo mantiene l'atmosfera del pianeta piuttosto sottile per via della continua asportazione di atomi dalla parte più esterna della stessa. A riprova di questo fatto sia il Mars Global Surveyor sia il Mars Express hanno individuato queste particelle atmosferiche ionizzate allontanarsi dietro il pianeta.
La pressione atmosferica media è di 700 Pa ma varia da un minimo di 30 Pa sull'Olympus Mons a oltre 1155 Pa nella depressione di Hellas Planitia. Per un paragone Marte ha una pressione atmosferica che è meno dell'1% rispetto a quella della Terra.
L'atmosfera marziana si compone principalmente di anidride carbonica (95%), azoto (2,7%), argon (1,6%), vapore acqueo, ossigeno e monossido di carbonio.

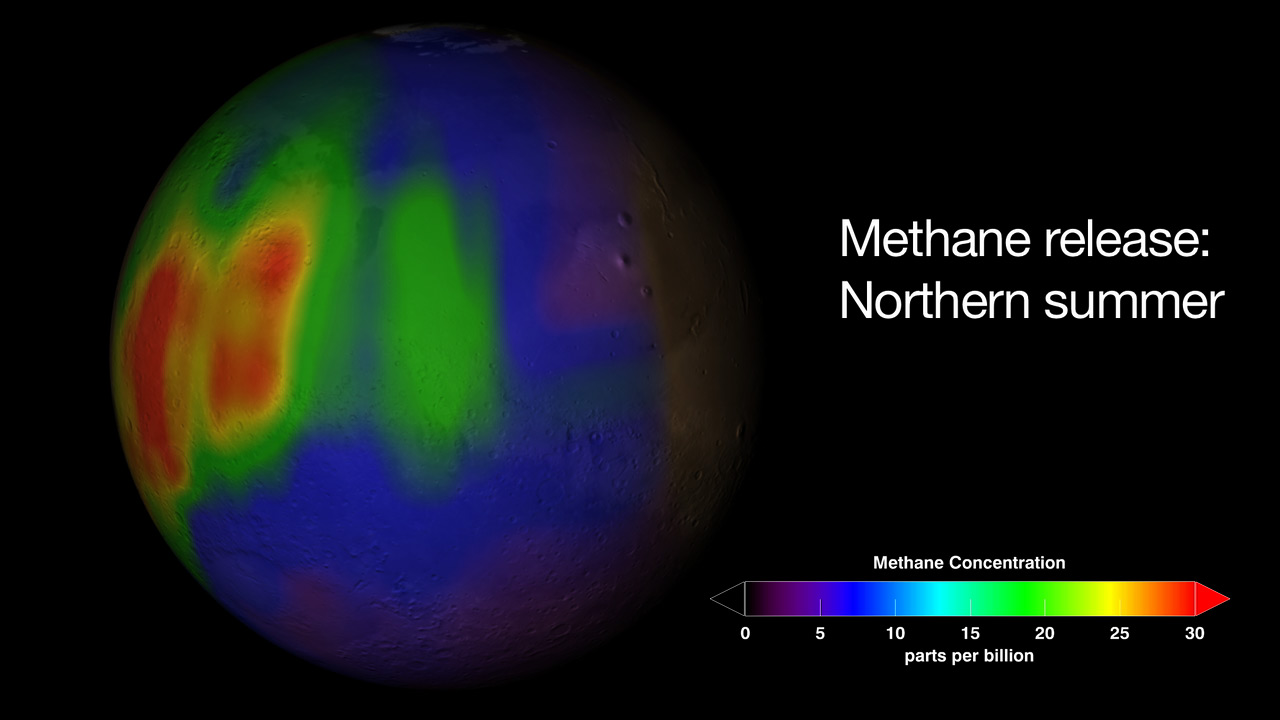
Tracce di metano rilasciate nell'atmosfera durante l'estate dell'emisfero nord, elaborazione a cura della NASA (2009)

È stato definitivamente provato che è presente anche metano nell'atmosfera marziana e in certe zone anche in grandi quantità; la concentrazione media si aggirerebbe comunque sulle 10 ppb per unità di volume. Dato che il metano è un gas instabile che viene scomposto dalla radiazione ultravioletta solitamente in un periodo di 340 anni nelle condizioni atmosferiche marziane, la sua presenza indica l'esistenza di una fonte relativamente recente del gas. Tra le possibili cause vi possono essere l'attività vulcanica, l'impatto di una cometa e la presenza di forme di vita microbiche generanti metano. Un'altra possibile causa potrebbe essere un processo non biologico dovuto alle proprietà della serpentinite di interagire con acqua, anidride carbonica e l'olivina, un minerale comune sul suolo di Marte.
Durante l'inverno l'abbassamento della temperatura provoca la condensa del 25-30% dell'atmosfera che forma spessi strati di ghiaccio d'acqua o di anidride carbonica solida (ghiaccio secco). Con l'estate il ghiaccio sublima causando grandi sbalzi di pressione e conseguenti tempeste con venti che raggiungono i 400 km/h. Questi fenomeni stagionali trasportano grandi quantità di polveri e vapore d'acqua che generano grandi cirri. Queste nuvole vennero fotografate dal rover Opportunity nel 2004.

### Clima

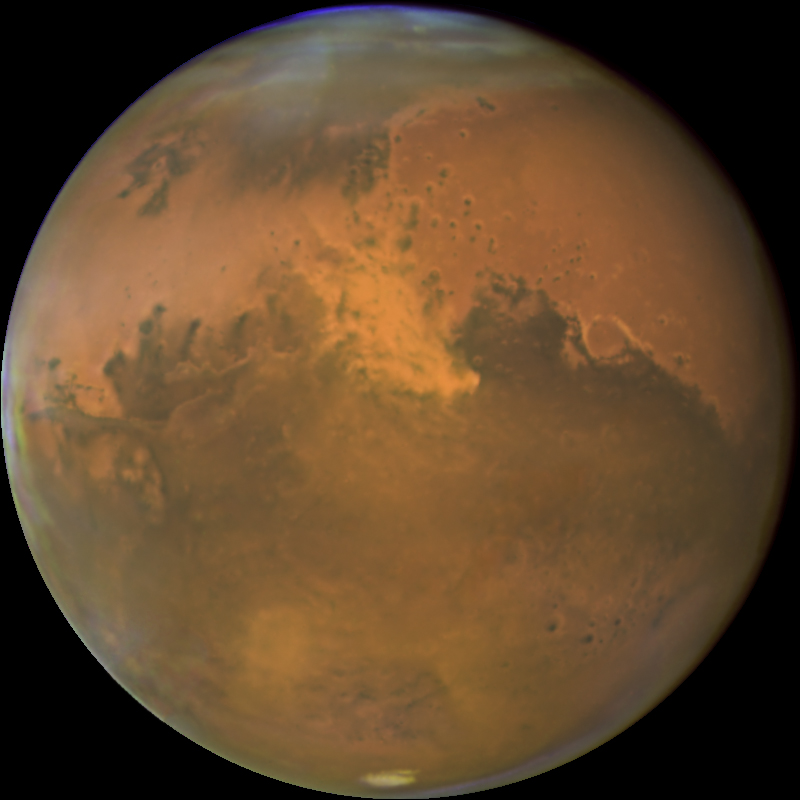
Immagine ripresa dal telescopio spaziale Hubble il 28 ottobre 2005 che mostra una vasta tempesta di sabbia in prossimità dell'equatore del pianeta

Tra tutti i pianeti del sistema solare Marte è quello con il clima più simile a quello terrestre per via dell'inclinazione del suo asse di rotazione. Le stagioni tuttavia durano circa il doppio dato che la distanza dal Sole lo porta ad avere una rivoluzione di poco meno di 2 anni. Le temperature variano dai −140 °C degli inverni polari a 20 °C dell'estate. La forte escursione termica è dovuta anche al fatto che Marte ha un'atmosfera sottile (e quindi una bassa pressione atmosferica) e una bassa capacità di trattenere il calore del suolo.
Una differenza interessante rispetto al clima terrestre è dovuta alla sua orbita molto eccentrica. Infatti Marte è prossimo al periastro quando è estate nell'emisfero meridionale (e l'inverno in quello settentrionale) e vicino all'afastro nella situazione opposta. La conseguenza è un clima con una maggiore escursione termica nell'emisfero sud rispetto a quello nord che è costantemente più freddo. Infatti le temperature estive dell'emisfero meridionale possono essere fino a 30 °C più elevate di quelle di un'equivalente estate in quello nord.
Rilevanti sono anche le tempeste di sabbia che possono estendersi su una piccola zona così come sull'intero pianeta. Solitamente si verificano quando Marte si trova prossimo al Sole ed è stato dimostrato che aumentano la temperatura atmosferica del pianeta, per una sorta di effetto serra.
In particolare la tempesta di sabbia del 2018 è stata una delle più studiate con due rover sul suolo marziano a effettuare misurazioni a terra (Opportunity e Curiosity) e cinque sonde attive in orbita (2001 Mars Odyssey, Mars Express, Mars Reconnaissance Orbiter, Mars Orbiter Mission e MAVEN).
Entrambe le calotte polari sono composte principalmente da ghiaccio ricoperto da uno strato di circa un metro di anidride carbonica solida (ghiaccio secco) al polo nord, mentre lo stesso strato raggiunge gli otto metri in quello sud, la sovrapposizione del ghiaccio secco sopra a quello d'acqua è dovuto al fatto che il primo condensa a temperature molto più basse e quindi successivamente a quello d'acqua in epoca di raffreddamento. Entrambi i poli presentano dei disegni a spirale causati dall'interazione tra il calore solare disomogeneo e la sublimazione e condensazione del ghiaccio. Le loro dimensioni variano inoltre a seconda della stagione.

## Satelliti naturali

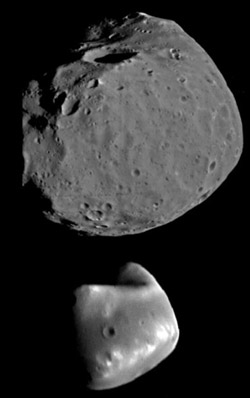
Confronto tra le dimensioni di Fobos e Deimos

Marte possiede due satelliti naturali: Fobos e Deimos. Entrambi i satelliti vennero scoperti da Asaph Hall nel 1877. I loro nomi, Paura e Terrore, richiamano la mitologia greca secondo la quale Phobos e Deimos accompagnavano il padre Ares, Marte per i Romani, in battaglia. Non è ancora chiaro come e se Marte abbia catturato le sue lune. Entrambe hanno un'orbita circolare, prossima all'equatore, cosa piuttosto rara per dei corpi catturati. Tuttavia la loro composizione suggerisce proprio che entrambe siano oggetti simili ad asteroidi.
Fobos è la maggiore delle due lune misurando 26,6 km nel suo punto più largo. Si presenta come un oggetto roccioso dalla forma irregolare, segnata da numerosi crateri tra cui spicca per dimensioni quello di Stickney che copre quasi metà della larghezza complessiva di Fobos. La superficie del satellite è ricoperta da regolite che riflette solo il 6% della luce solare che lo investe. La sua densità media molto bassa inoltre ricorda la struttura dei meteoriti di condrite carbonacea e suggerisce che la luna sia stata catturata dal campo gravitazionale di Marte. La sua orbita attorno al pianeta rosso dura 7 ore e 39 minuti, è circolare e si discosta di 1° dal piano equatoriale; tuttavia, essendo piuttosto instabile, può far pensare che comunque la cattura sia stata relativamente recente. Fobos ha un periodo orbitale più breve del periodo di rotazione di Marte sorgendo così da ovest e tramontando a est in sole 11 ore. L'asse più lungo del satellite inoltre punta sempre verso il pianeta madre mostrandogli così, come la Luna terrestre, solo una faccia. Poiché si trova sotto l'altitudine sincrona, Fobos è destinato, in un periodo di tempo stimato in 50 milioni di anni, ad avvicinarsi sempre più al pianeta fino a oltrepassare il limite di Roche e disintegrarsi per effetto delle intense forze mareali.
Deimos invece è la luna più esterna e piccola, essendo di 15 km nella sua sezione più lunga. Essa presenta una forma approssimativamente ellittica e, a dispetto della sua modesta forza di gravità, trattiene un significativo strato di regolite sulla sua superficie, che ne ricopre parzialmente i crateri facendola apparire più regolare rispetto a Fobos. Analogamente a quest'ultimo inoltre, presenta la stessa composizione della maggior parte degli asteroidi. Deimos si trova appena al di fuori dell'orbita sincrona e sorge a est impiegando però circa 2,7 giorni per tramontare a ovest, nonostante la sua orbita sia di 30 ore e 18 minuti. La sua distanza media da Marte è di 23459 km. Come Fobos, mostra sempre la medesima faccia al cielo di Marte essendo il suo asse più lungo sempre rivolto verso di esso.
Sui punti lagrangiani dell'orbita di Marte gravitano degli asteroidi troiani. Il primo, 5261 Eureka, fu individuato nel 1990. Seguirono (101429) o 1998 VF31, (121514) o 1999 UJ7 e 2007 NS2. con l'eccezione di UJ7 che si trova nel punto troiano L4, tutti gli asteroidi si posizionano in L5. Le loro magnitudini apparenti vanno da 16,1 a 17,8 mentre il loro semiasse maggiore è di 1,526 au. Un'osservazione approfondita della sfera di Hill marziana, con l'eccezione della zona interna all'orbita di Deimos che è resa invisibile dalla luce riflessa da Marte, può escludere la presenza di altri satelliti che superino una magnitudine apparente di 23,5 che corrisponde a un raggio di 90 m per un'albedo di 0,07.

## Astronomia su Marte

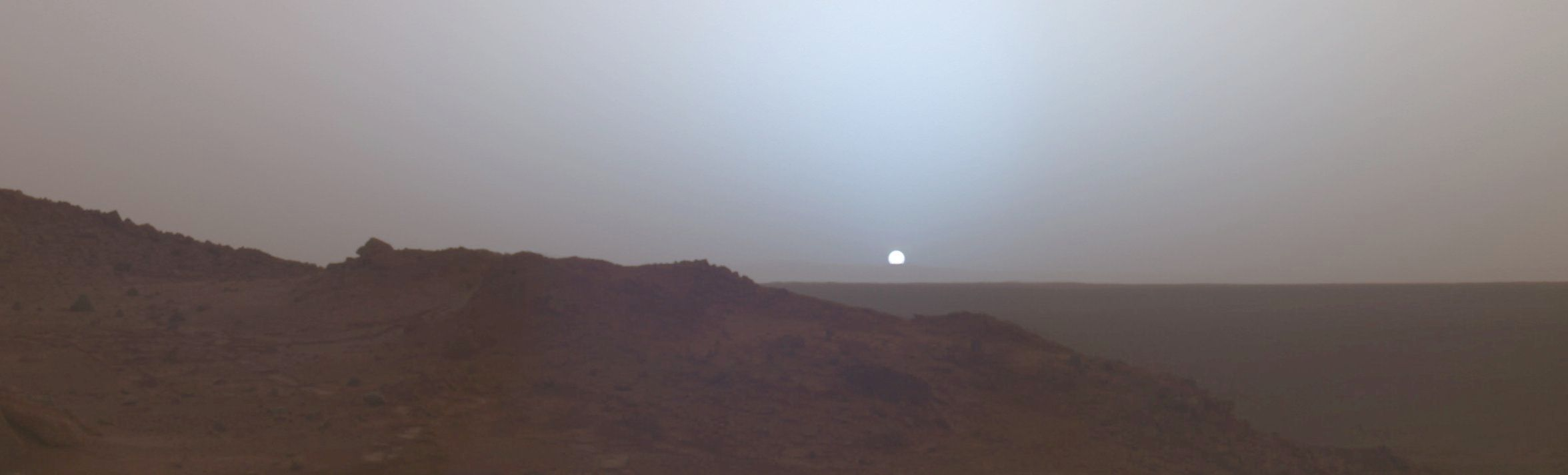
Tramonto su Marte ripreso dal Cratere Gusev il 19 maggio 2005 da Spirit

Grazie alla presenza di diversi satelliti, sonde e rover, è possibile studiare l'astronomia da Marte. Confrontata con le dimensioni dell'universo, la distanza tra la Terra e Marte è veramente esigua, tuttavia si possono notare delle differenze nell'osservazione astronomica del nostro sistema solare come, per esempio, un nuovo punto di vista del nostro pianeta e della Luna, dei satelliti Fobos e Deimos oltre ai fenomeni analoghi a quelli terrestri come le aurore e le meteore.

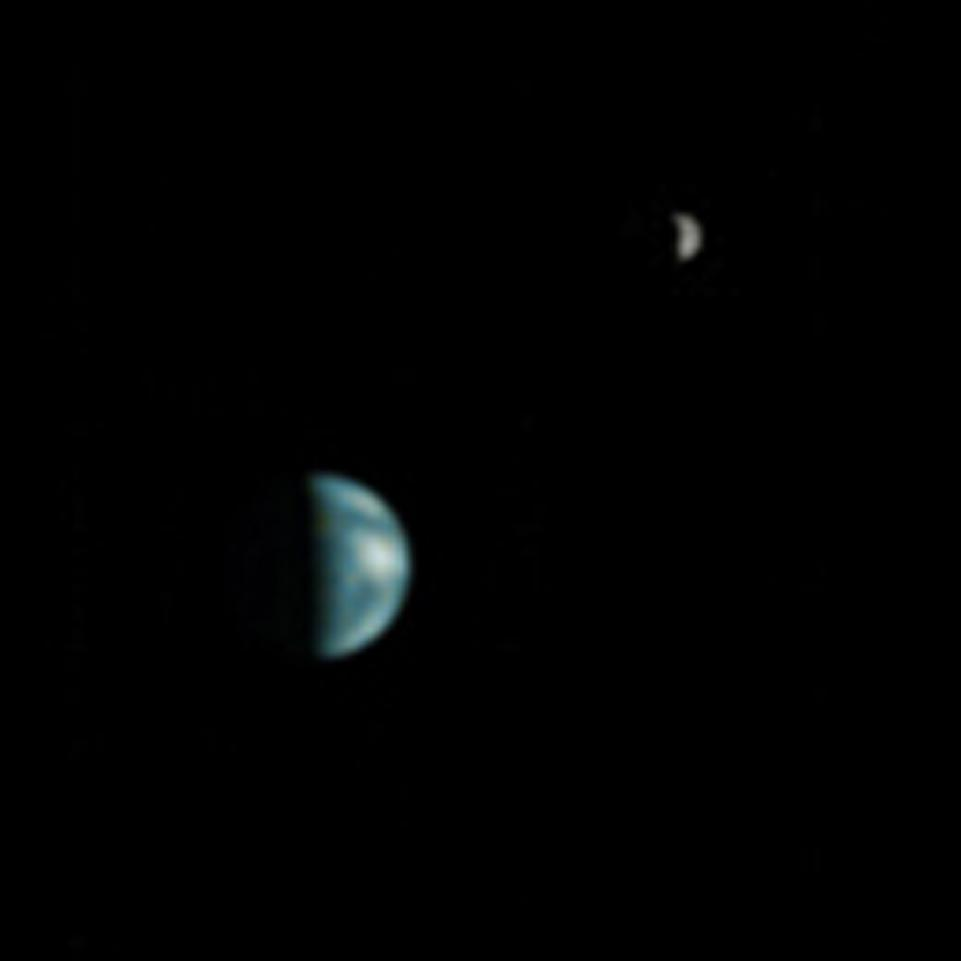
La Terra e la Luna fotografate dal Mars Global Surveyor l'8 maggio 2003 (è visibile il Sud America)

L'8 maggio 2003 alle 13:00 UTC il Mars Global Surveyor fotografò la Terra e la Luna in quel momento molto vicine all'elongazione angolare massima dal Sole e a una distanza di 0,930 au da Marte. Le magnitudini apparenti ricavate risultarono essere −2,5 e +0,9. Tali magnitudini tuttavia sono soggette a notevoli variazioni dovute alla distanza e alla posizione di Terra e Luna. Da Marte inoltre è possibile vedere il transito della Terra davanti al Sole. Il più recente si è verificato l'11 maggio 1984 mentre il prossimo è previsto per il 10 novembre 2084.
Fobos appare da Marte con un diametro angolare ampio circa un terzo rispetto a quello della Luna vista dalla Terra mentre Deimos, per le sue dimensioni, appare come una stella. Un osservatore potrebbe vedere il transito dei due satelliti davanti al Sole anche se per Fobos si dovrebbe parlare di un'eclissi parziale della stella, mentre Deimos risulterebbe come un punto sul disco solare.
Venere e Giove sarebbero un po' più luminosi della Terra visti da Marte; Venere, nonostante una distanza maggiore e un conseguente minor diametro angolare rispetto al nostro pianeta, ha un'albedo notevolmente più alta causata dalla sua perenne e densa coltre nuvolosa. Seppur privo di dettagli, così come visto dalla Terra, brillerebbe nel cielo marziano con una magnitudine all'incirca di −3,2. Giove sarebbe leggermente più luminoso che visto dalla Terra, quando si trova in opposizione, per la minor distanza che lo divide da Marte, e brillerebbe di magnitudine −2,8.

## Vita su Marte
Sin dalla missione dei landers Viking, arrivati su Marte nel 1976, si condussero esperimenti biologici per la ricerca di tracce attribuibili a forme di vita, che in effetti riportarono risultati sorprendenti ma vennero ritenuti ambigui e inconclusivi.

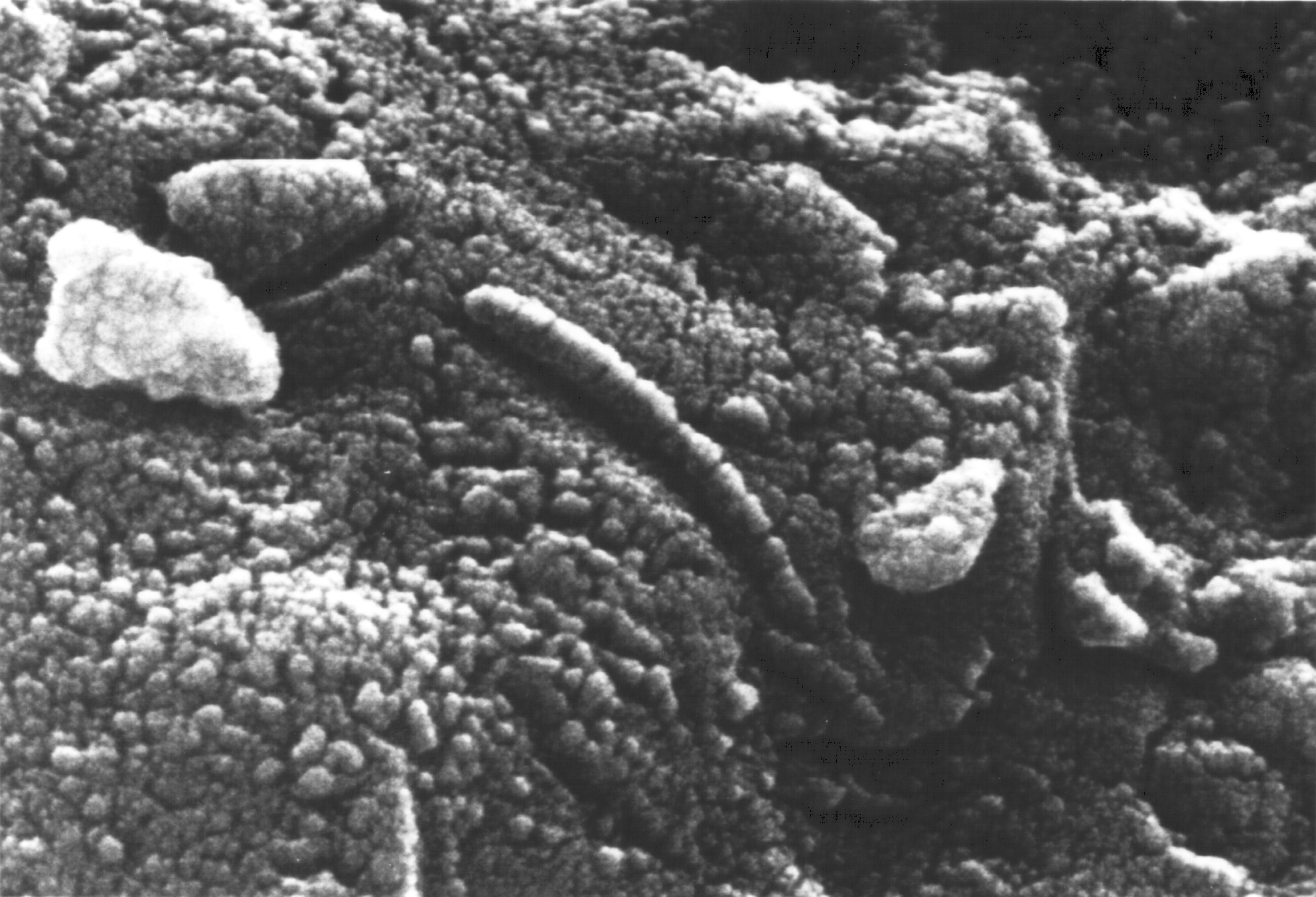
Frammento del meteorite ALH 84001 dove sono visibili le strutture a catena di possibile origine biologica (1996)

Il 16 agosto 1996 la rivista Science annunciò la scoperta di prove concrete che suggeriscono l'esistenza della vita e dell'acqua su Marte nel meteorite ALH 84001. La ricerca venne intrapresa dagli scienziati del Johnson Space Center (JSC) dott. David McKay, dott. Everett Gibson e Kathie Thomas-Keprta assieme a un team di ricerca della Stanford University diretto dal professor Richard Zare. Il meteorite fu rinvenuto presso le Allan Hills in Antartide e risulta uno dei dodici meteoriti rinvenuti sulla Terra che presentano le caratteristiche chimiche peculiari del suolo marziano. Dopo un'analisi che includeva microbiologia, mineralogia, geochimica e chimica organica si ritenne ragionevole affermare che in un periodo tra i 4 e i 3,6 miliardi di anni fa (periodo in cui il pianeta si presentava più caldo e umido) su Marte erano presenti forme di vita molto simili ai nanobatteri presenti sulla Terra. I risultati di tale ricerca vennero comunque presentati alla comunità scientifica che ha pareri discordanti sulla veridicità di questa tesi.
Il 17 dicembre 2014, il rover marziano Curiosity ha confermato la presenza di metano nell'atmosfera di Marte (addirittura con picchi superiori di dieci volte ai valori standard) e rilevato traccia di molecole organiche (quali composti dell'idrogeno, ossigeno e carbonio). Sebbene sia una scoperta importante, non è detto che la fonte di questi elementi sia biologica. Infatti, il metano, la cui presenza è stata confermata ad aprile 2019 da studi congiunti INAF-ASI effettuati sui dati forniti dalla sonda Mars Express, potrebbe essere originato da processi geologici. Questa scoperta ha comunque aperto le porte agli scienziati, fornendo una pur remota speranza di trovare qualche forma di vita sul pianeta rosso.

### Dibattiti popolari sulla vita su Marte
Spesso, formazioni naturali sulla superficie marziana sono state interpretate da alcuni come manufatti artificiali, che avrebbero provato l'esistenza di una non meglio definita civiltà marziana. Il Volto su Marte ne è l'esempio più famoso.

## Marte nella cultura

### Connessioni storiche
Marte prende il suo nome dal dio romano della guerra, Mars. Gli astronomi babilonesi lo nominavano Nergal, la loro divinità del fuoco, della distruzione e della guerra, molto probabilmente proprio per la sua colorazione rossastra. Quando i Greci identificarono Nergal con il loro dio della guerra Ares, lo chiamarono Ἄρεως ἀστἡρ (Areos aster) o "Stella di Ares". A seguito della successiva identificazione presso gli antichi Romani di Ares con Mars, la denominazione venne tradotta in stella Martis o semplicemente Mars. I Greci lo chiamavano anche Πυρόεις (Pyroeis) o "infuocato".
Nella mitologia Indù Marte era conosciuto come Mangala (मंगल). In sanscrito era noto come Angaraka dal nome del dio celibe della guerra che possedeva i segni dell'Ariete e dello Scorpione e insegnava le scienze occulte. Per gli Egizi era Ḥr Dšr o "Horus il Rosso". Gli Ebrei lo chiamavano Ma'adim (מאדים) o "colui che arrossisce"; da qui inoltre deriva il nome di uno dei maggiori canyon di Marte: la Ma'adim Vallis. Gli Arabi lo conoscono come al-Mirrikh, i Turchi come Merih e in urdu e in persiano è noto come Merikh (مریخ): sono evidenti le somiglianze della radice del termine ma l'etimologia della parola è sconosciuta. Gli antichi Persiani lo chiamavano Bahram (بهرام) in onore del dio della fede zoroastriana. I cinesi, giapponesi, coreani e vietnamiti si riferiscono al pianeta come "Stella infuocata" (火星), nome che deriva dalla mitologia cinese del ciclo dei cinque elementi.
Il simbolo del pianeta, derivante dal simbolo astrologico di Marte, è un cerchio con una freccia che punta in avanti. Simboleggia lo scudo e la lancia che il dio romano usava in battaglia. Lo stesso simbolo è usato in biologia per identificare il genere maschile e in alchimia per simboleggiare l'elemento ferro a causa del colore rossastro del suo ossido che corrisponde al colore del pianeta. Il suddetto simbolo inoltre occupa la posizione Unicode U+2642.

### "Marziani" intelligenti

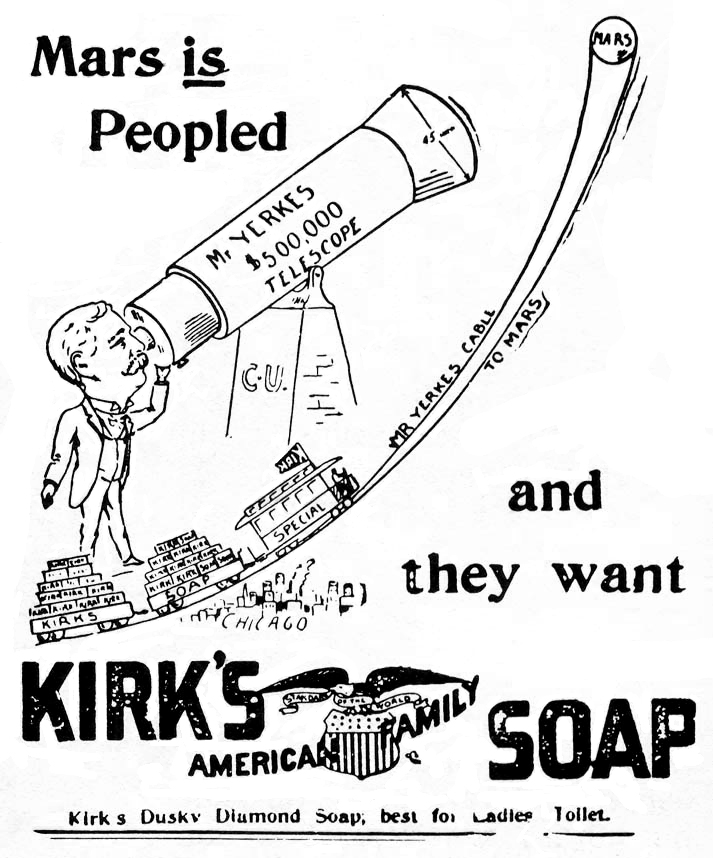
Una pubblicità del 1893 con riferimenti all'idea che Marte fosse abitato

La credenza, un tempo universalmente accettata, in base alla quale Marte fosse popolato da marziani intelligenti, ha origine alla fine del XIX secolo a causa delle osservazioni telescopiche di Giovanni Schiaparelli di strutture reticolari e di ombre estese sulla superficie marziana, che egli definì "canali" e "mari" similmente per quanto avverrebbe riferendosi all'orografia terrestre. Schiaparelli non volle prendere posizione sulla questione se i canali fossero naturali o artificiali, ma un'errata traduzione del termine "canali" in inglese e francese lasciò suggerire la seconda, più intrigante ipotesi. Tale terminologia fu proseguita nei libri di Percival Lowell. Le loro opere infatti descrivevano Marte ipotizzandolo come un pianeta morente la cui civiltà cercava, appunto con detti canali, di impedirne l'inaridimento. In realtà le conformazioni orografiche osservate erano dovute ai limiti ottici dei telescopi usati dalla Terra, inadatti a osservare i precisi e reali dettagli della superficie.
Le supposizioni, che tuttavia erano elaborate in buona fede, continuarono a essere alimentate da numerose altre osservazioni e dichiarazioni di personaggi eminenti, corroborando la cosiddetta "Febbre marziana". Nel 1899 Nikola Tesla, mentre si trovava impegnato nell'investigazione del rumore radio atmosferico nel suo laboratorio di Colorado Springs, captò segnali ripetitivi che in seguito affermò essere probabilmente comunicazioni radio provenienti da Marte. In un'intervista del 1901 Tesla affermò:
La tesi di Tesla venne avvalorata da Lord Kelvin che, mentre era in visita negli Stati Uniti nel 1902, venne sentito affermare che Tesla aveva captato segnali marziani diretti agli stessi Stati Uniti. Tuttavia, Kelvin in seguito smentì quella dichiarazione poco prima di lasciare il paese.
In un articolo del New York Times del 1901, Edward Charles Pickering, direttore dell'Harvard College Observatory, dichiarò di aver ricevuto un telegramma dall'osservatorio Lowell in Arizona che confermava i tentativi di Marte di entrare in contatto con la Terra. Pickering in conseguenza di queste convinzioni propose di installare in Texas un sistema di specchi con l'intento di comunicare con i marziani.
Negli ultimi decenni, i progressi nell'esplorazione di Marte (culminati con il Mars Global Surveyor) non hanno rilevato alcun tipo di testimonianza di civiltà presenti o passate. Nonostante le mappature fotografiche, persistono alcune speculazioni pseudoscientifiche riguardo ai "canali" di Schiaparelli o al Volto su Marte.

### Bandiera di Marte

La bandiera di Marte

Nei primi anni 2000, una proposta di bandiera marziana sventolò a bordo dello Space Shuttle Discovery. Disegnata dagli ingegneri NASA e dal task force leader della Flashline Mars Arctic Research Station, Pascal Lee, e portata a bordo dall'astronauta John Mace Grunsfeld, la bandiera consisteva in tre fasce verticali (rosso, verde, e blu), che simboleggiavano la trasformazione di Marte da un pianeta arido (rosso) a uno che possa sostenere la vita (verde), e finalmente a un pianeta completamente terraformato con specchi d'acqua ad aria aperta sotto un cielo azzurro (blu). Questo design fu suggerito dalla fantascientifica trilogia di Marte (Red Mars, Green Mars, Blue Mars) di Kim Stanley Robinson. Furono realizzate anche altre proposte, ma il tricolore repubblicano fu adottato dalla Mars Society come sua bandiera ufficiale. In un commento diffuso dopo il lancio della missione, la Society disse che la bandiera "non è mai stata onorata da un vascello della principale nazione coinvolta nei viaggi spaziali della Terra", e aggiunse che "è esemplare che sia successo quando è successo: all'inizio di un nuovo millennio".

### Marte nella fantascienza

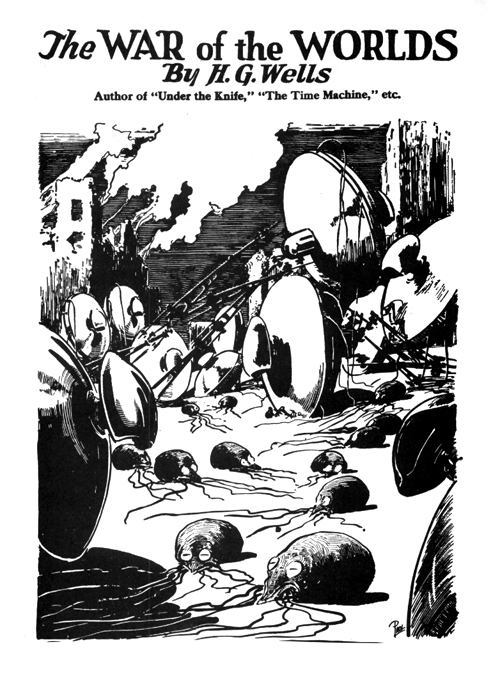
Copertina della prima edizione de La Guerra dei mondi di H. G. Wells

La nascita di una produzione di narrativa fantascientifica riguardante Marte fu stimolata principalmente dal caratteristico colore rossastro e dalle prime ipotesi scientifiche che consideravano il pianeta non solo adatto alla vita, ma addirittura a specie intelligenti.
A capo della vasta produzione spicca il romanzo La guerra dei mondi di H. G. Wells, pubblicato nel 1898, nel quale i marziani abbandonano il loro pianeta morente per invadere la Terra. Negli Stati Uniti il 30 ottobre 1938 venne trasmesso in diretta un adattamento del romanzo in forma di una finta radiocronaca, in cui la voce di Orson Welles annunciava alla popolazione che i marziani erano sbarcati sulla Terra; molte persone, credendo a queste parole, furono prese dal panico.
L'autore Jonathan Swift aveva fatto menzione delle lune marziane 150 anni prima della loro effettiva scoperta da parte di Asaph Hall, dando addirittura una descrizione piuttosto dettagliata delle loro orbite, nel romanzo I viaggi di Gulliver.
Influenti sul tema della civiltà marziana furono anche il Ciclo di Barsoom di Edgar Rice Burroughs, le poetiche Cronache marziane del 1950 di Ray Bradbury, nelle quali esploratori dalla Terra distruggono accidentalmente una civiltà marziana, e le diverse storie scritte da Robert Heinlein negli anni sessanta del Novecento.
Da ricordare inoltre la figura comica di Marvin il Marziano che apparve per la prima volta in televisione nel 1948 come uno dei personaggi dei Looney Tunes della Warner Bros.
Un altro riferimento lo si trova nella Trilogia Spaziale di Clive Staples Lewis, in particolare nel primo libro intitolato Lontano dal pianeta silenzioso.
Dopo l'arrivo delle fotografie dei Mariner e Viking si svelò il vero aspetto del pianeta rosso: un mondo senza vita e senza i famosi canali e mari. Le storie di fantascienza si concentrarono così nella futura terraformazione di Marte, come nella Trilogia di Marte di Kim Stanley Robinson, che descriveva in maniera realistica delle colonie terrestri su Marte.
Un altro tema ricorrente, specialmente nella letteratura americana, è la lotta per l'indipendenza della colonia marziana dalla Terra. Questo infatti è l'elemento caratterizzante della trama di alcuni romanzi di Greg Bear e Kim Stanley Robinson, del film Atto di forza basato su una storia di Philip K. Dick e della serie televisiva Babylon 5, come pure di diversi videogiochi.
Nella serie di romanzi The Expanse scritta da James S. A. Corey, Marte è completamente colonizzata dagli umani e in piena terraformazione. I coloni vivono all'interno di cupole protettive e lavorano tutti quanti insieme al grande progetto di trasformare Marte in un pianeta come la Terra. Innumerevoli sono le citazioni nei romanzi dell'Olympus Mons o della Valles Marineris.

### Testi scientifici
- (EN) Michael H. Carr, The Surface of Mars., in Cambridge Planetary Science Series, Cambridge University Press, 2006, ISBN 978-0-521-87201-0. URL consultato il 26 maggio 2017.
- (EN) Margaret Cheney, Tesla, man out of Time, Englewood Cliffs, 1981.
- (EN) Roshen Dalal, Hinduism: An Alphabetical Guide, Penguin Books India, 2010, ISBN 978-0-14-341421-6.
- (FR) È. Dhorme, Les religions de Babylonie et d'Assyrie, Parigi, 1945.
- Walter Ferreri, Marte, New Press Edizioni, 2021.
- Craig Glenday, Guinness World Records, Random House, Inc., 2009, ISBN 0-553-59256-4.
- (EN) Edgar L.E., Gupta S., Rubin D., Lewis K.W., Kocurec G.A., Anderson R.B., Bell J.F., Dromart G., Edgett K.S., Grotzinger J.P., Hardgrove G., Kah L.C., Leveille R., Malin M.C., Mangold M., Milliken R.E., Minitti M., Palucis M., Rice M., Rowland S.K., Schieber J., Stack K.M., Sumner D.Y., Williams R.M.E. e Williams A.J., Shaler: in situ analysis of a fluvial sedimentary deposit on Mars, in Sedimentology, n. 65, 2017,  pp. 96-122, DOI:10.1111/sed.12370.
- Pietro Greco, L'astro narrante: La Luna nella scienza e nella letteratura italiana, Springer, 2009, ISBN 978-88-470-1099-4.
- (EN) Richard Grossinger, Planetary Mysteries: Megaliths, Glaciers, the Face on Mars and Aboriginal Dreamtime, North Atlantic Books, 1986, ISBN 0-938190-90-3.
- (EN) William K. Hartmann, A Traveler’s Guide to Mars: The Mysterious Landscapes of the Red Planet, New York, Workman, 2003, ISBN 0-7611-2606-6.
- (EN) Yakov Perelman; Arthur Shkarovsky-Raffe, Astronomy for Entertainment, University Press of the Pacific, 2000, ISBN 0-89875-056-3.
- (EN) Carl Sagan, Cosmos, New York, Random House, 1980.
- (EN) Erik Seedhouse, Tourists in Space: A Practical Guide, Springer, 214, ISBN 978-3-319-05038-6.
- (EN) Joseph N. Tatarewicz, Space technology & planetary astronomy, Indiana University Press, 1990, ISBN 0-253-35655-5. URL consultato il 2 giugno 2011.
«And indeed, The Mariner IV mission was a technological triumph, and produced startling scientific results. Ironically, however, its very success dealt a sharp blow to the planetary program and with it the fleding planetary astronomy program.»
- (EN) Veverka, J. e Burns, J. A., The moons of Mars, in Annual review of earth and planetary sciences. Volume 8., Palo Alto, Calif., Annual Reviews, Inc., 1980,  pp. 527-558, DOI:10.1146/annurev.ea.08.050180.002523. URL consultato l'11 marzo 2012.

### Testi di fantascienza
- (EN) Philip K. Dick, The Collected Stories of Philip K. Dick, 1987.
- C.S. Lewis, Lontano dal pianeta silenzioso, traduzione di Germana Cantoni De Rossi, Gli Adelphi, 2011  [1938].
- Kim Stanley Robinson, Trilogia di Marte, Fanucci, 2016  [1992].
- Jonathan Swift, I viaggi di Gulliver, traduzione di Aldo Valori, e-text.it, 2014  [1726].
- Herbert G. Wells, La guerra dei mondi, traduzione di A. Motti, Ugo Mursia Editore, 2009  [1898].

### Su Marte
- Osservazione di Marte
- Opposizione di Marte
- Parametri orbitali di Marte
- Satelliti naturali di Marte
- Formazione di Marte
- Atmosfera di Marte
- Crateri di Marte
- Cartografia di Marte
- Oggetti artificiali su Marte
- Terraformazione di Marte
- Marte nella fantascienza

### Sull'esplorazione
- Esplorazione di Marte
  - Mars-500
  - Programma Mariner
  - Programma Mars
  - Spirit e Opportunity
  - Viking 1